# Conflans-Sainte-Honorine
Pour les articles homonymes, voir Conflans et Sainte-Honorine.
Conflans-Sainte-Honorine est une commune française du département des Yvelines, en région Île-de-France.
Conflans-Sainte-Honorine est la principale capitale française de la batellerie.

## Géographie

### Localisation

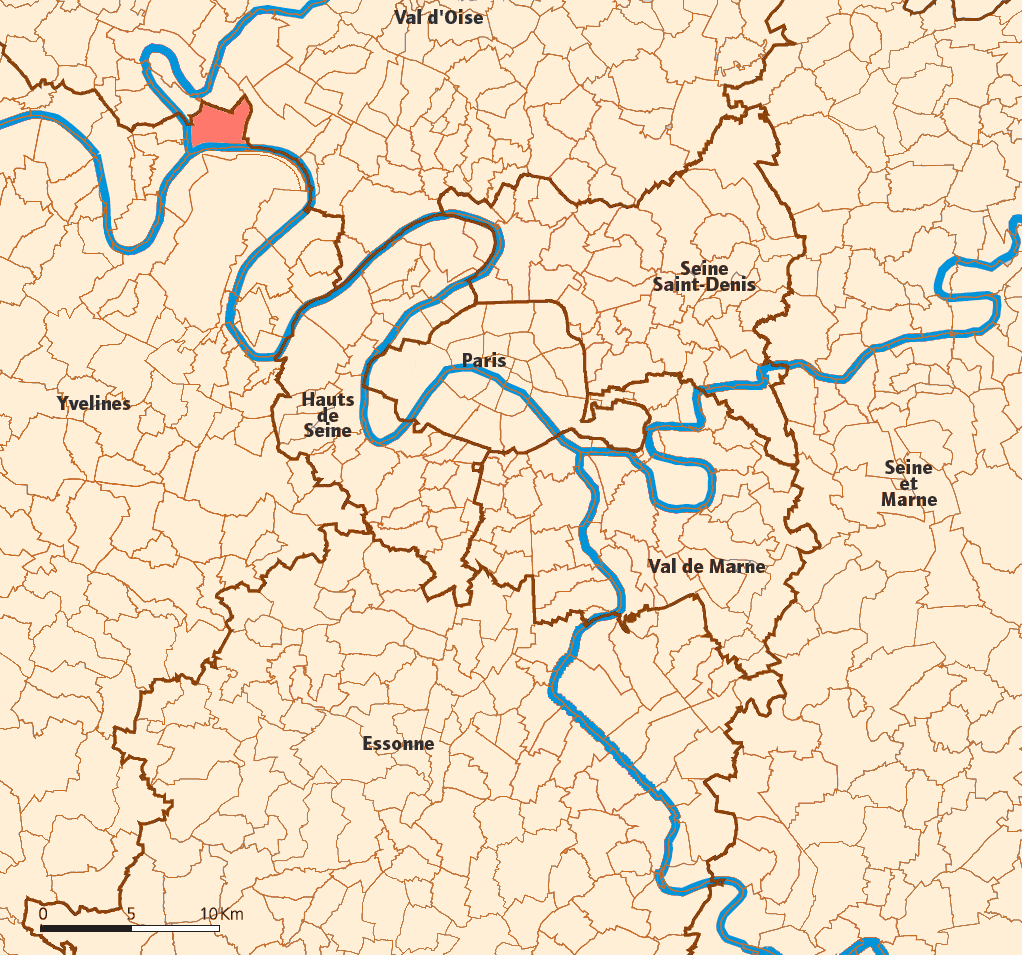
Localisation en Île-de-France.

Conflans-Sainte-Honorine est une ville située dans le nord des Yvelines, à la limite du Val-d'Oise et de l'agglomération de Cergy-Pontoise, et à douze kilomètres environ du centre de Saint-Germain-en-Laye et une vingtaine de kilomètres au nord-ouest de Paris. 

### Communes limitrophes
Les communes limitrophes sont Achères, Andrésy, Maurecourt, Éragny, Herblay-sur-Seine et Neuville-sur-Oise.
| Neuville-sur-Oise | Éragny                   |                   |
| Maurecourt        | Conflans-Sainte-Honorine | Herblay-sur-Seine |
| Andrésy Achères   | Achères                  |                   |

Sa longueur est d'environ 4,5 km pour une largeur moyenne de 2,450 km du nord au sud.
La commune fait partie de l'unité urbaine de Paris.

### Géologie et relief
L'essentiel du relief est un plateau calcaire qui domine d'une trentaine de mètres les deux cours d'eau. La partie basse connait des inondations périodiques, mais peu désastreuses.
La superficie de la commune est de 990 hectares ; son altitude varie entre 17 et 60 mètres.
Le sous-sol de Conflans-Sainte-Honorine, comme dans le reste de l'Île-de-France, est constitué d'un empilement de couches sédimentaires de l'ère tertiaire, quasi horizontales, reposant sur assise de craie de l'ère secondaire, couches fortement érodées dans la partie nord du lit fluvial qui se trouve dans un méandre de la Seine.

### Hydrographie
L'Oise et la Seine confluent en un lieu appelé Pointil ou Pointis. Il y a environ vingt millions d'années, un petit cours d'eau venait du quartier de Chennevières et se jetait en Seine à l'endroit de l'actuelle place Fouillère. Un canal a failli couper en deux le village en partant de cette même place puis allant plein nord et, après un coude vers la gauche, rejoignait l'Oise, coupant ainsi toute sa boucle en évitant neuf kilomètres de rivière.
Il est à remarquer que les eaux de la Seine sont plus chaudes que celles de l'Oise et que celle-ci est plus boueuse ; les eaux ne se mélangent pas au confluent et doivent encore parcourir deux kilomètres après l'île Nancy à Andrésy pour se mêler complètement.

L'Oise et la Seine à Conflans-Sainte-Honorine
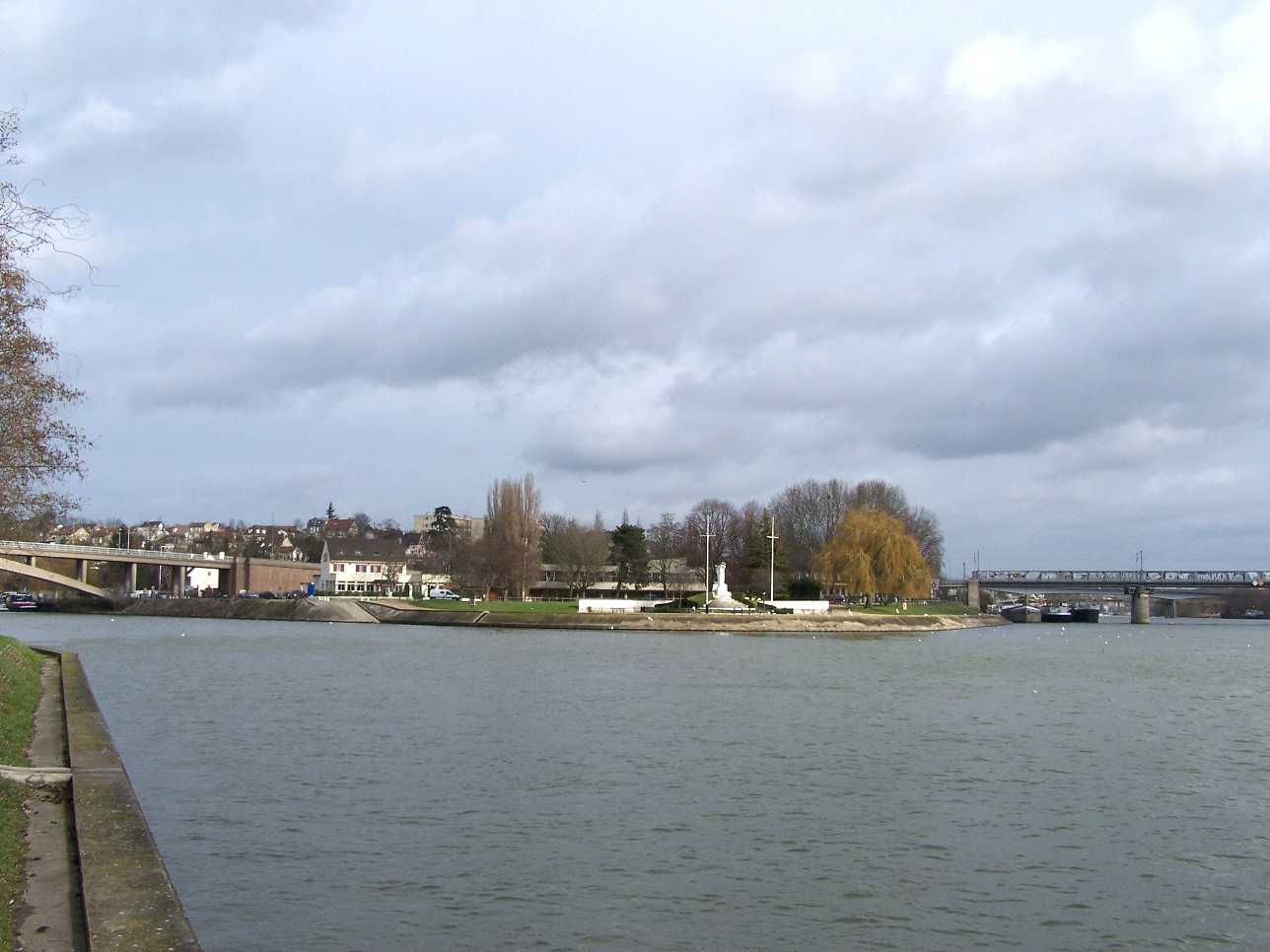
Le confluent, l'Oise à gauche, la Seine à droite.
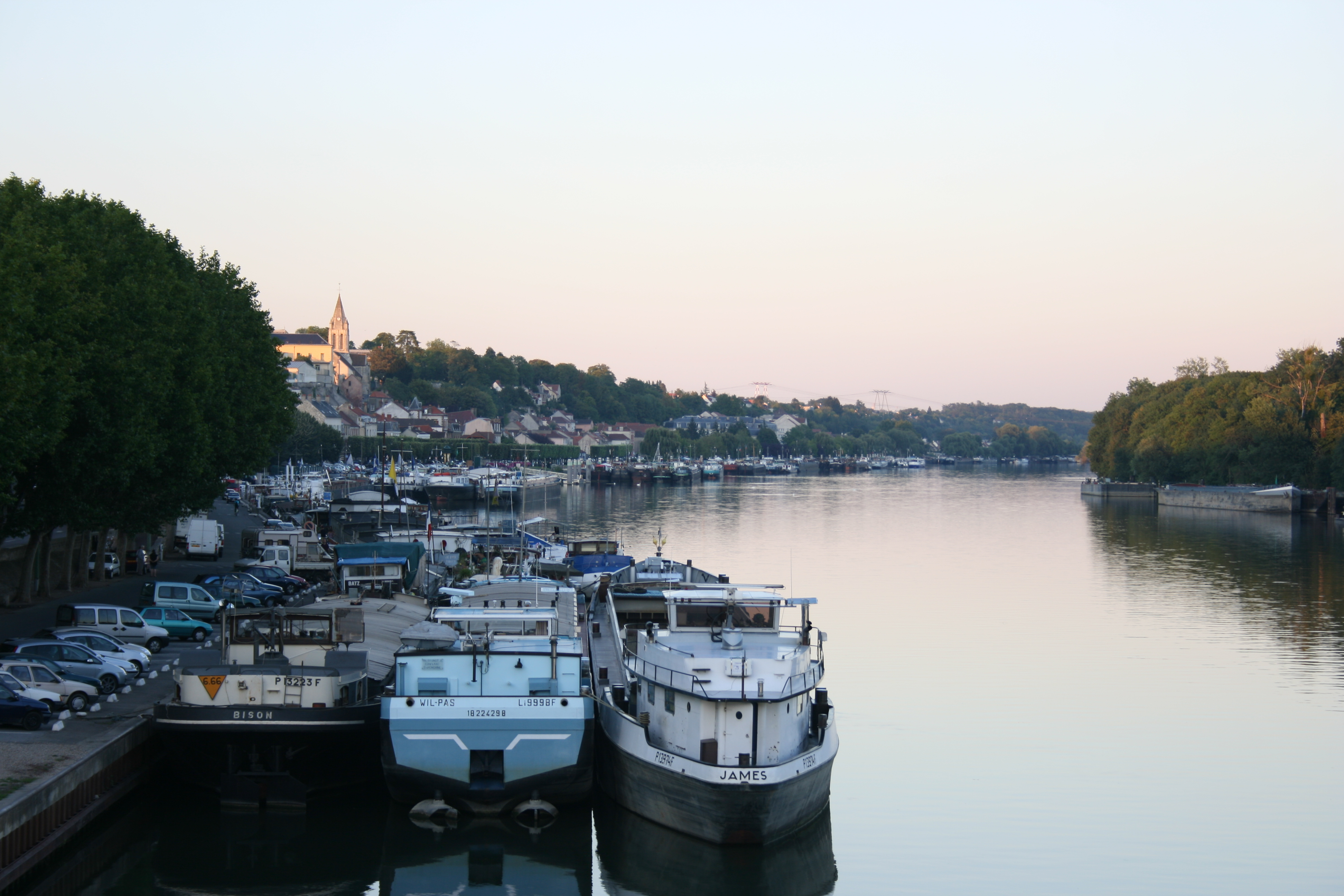

### Climat
En 2010, le climat de la commune est de type climat océanique dégradé des plaines du Centre et du Nord, selon une étude du CNRS s'appuyant sur une série de données couvrant la période 1971-2000. En 2020, Météo-France publie une typologie des climats de la France métropolitaine dans laquelle la commune est dans une zone de transition entre le climat océanique et le climat océanique altéré et est dans la région climatique Sud-ouest du bassin Parisien, caractérisée par une faible pluviométrie, notamment au printemps (120 à 150 mm) et un hiver froid (3,5 °C).
Pour la période 1971-2000, la température annuelle moyenne est de 11,5 °C, avec une amplitude thermique annuelle de 14,9 °C. Le cumul annuel moyen de précipitations est de 654 mm, avec 10,3 jours de précipitations en janvier et 7,7 jours en juillet. Pour la période 1991-2020, la température moyenne annuelle observée sur la station météorologique la plus proche, située à Pontoise à 6 km à vol d'oiseau, est de 12,5 °C et le cumul annuel moyen de précipitations est de 666,7 mm,. Pour l'avenir, les paramètres climatiques de la commune estimés pour 2050 selon différents scénarios d'émission de gaz à effet de serre sont consultables sur un site dédié publié par Météo-France en novembre 2022.

## Urbanisme

### Typologie
Au 1er janvier 2024, Conflans-Sainte-Honorine est catégorisée grand centre urbain, selon la nouvelle grille communale de densité à sept niveaux définie par l'Insee en 2022.
Elle appartient à l'unité urbaine de Paris, une agglomération inter-départementale regroupant 407  communes, dont elle est une commune de la banlieue,,. Par ailleurs la commune fait partie de l'aire d'attraction de Paris, dont elle est une commune du pôle principal,. Cette aire regroupe 1 929 communes,.

### Occupation des sols
| Type d'occupation           | Pourcentage | Superficie (en hectares) |
| --------------------------- | ----------- | ------------------------ |
| Espace urbain construit     | 47 %        | 606,08                   |
| Espace urbain non construit | 16 %        | 209,49                   |
| Espace rural                | 37 %        | 482,65                   |

Le territoire de la commune est fortement urbanisé, l'espace urbain occupant près des deux tiers de la superficie totale. L'espace rural subsiste à peine dans le sud de la commune.
L'espace urbain construit représente 47 % du total, soit 606 hectares. Il comprend les zones d'habitation, soit 267 ha (32,4 % de l'espace urbain construit), étendues à partir du noyau ancien entre la Seine et la forêt, les divers équipements, soit 46,12 ha (5,7 %) et les zones d'activités, 172,34 ha (21,1 %), concentrées majoritairement dans le nord de la commune.

### Morphologie urbaine
La ville s'est développée au bord de la Seine, sur la rive droite du fleuve à son confluent avec l'Oise. L'urbanisation s'étend aussi sur la rive gauche.

### Lieux-dits, hameaux et écarts
La Fin d'Oise est un hameau.

### Habitat et logement
En 2020, le nombre total de logements dans la commune était de 15 734, alors qu'il était de 14 756 en 2015 et de 14 021 en 2010.
Parmi ces logements, 92 % étaient des résidences principales, 0,9 % des résidences secondaires et 7,1 % des logements vacants. Ces logements étaient pour 52,3 % d'entre eux des maisons individuelles et pour 45,9 % des appartements.
Le tableau ci-dessous présente la typologie des logements à Conflans-Sainte-Honorine en 2020 en comparaison avec celle des Yvelines et de la France entière. Une caractéristique marquante du parc de logements est ainsi une proportion de résidences secondaires et logements occasionnels (0,9 %) inférieure à celle du département (2,6 %) et à celle de la France entière (9,7 %). Concernant le statut d'occupation de ces logements, 61,6 % des habitants de la commune sont propriétaires de leur logement (63 % en 2015), contre 58,6 % pour les Yvelines et 57,5 pour la France entière.
| Typologie                                               | Conflans-Sainte-Honorine | Yvelines | France entière |
| ------------------------------------------------------- | ------------------------ | -------- | -------------- |
| Résidences principales (en %)                           | 92                       | 91       | 82,1           |
| Résidences secondaires et logements occasionnels (en %) | 0,9                      | 2,6      | 9,7            |
| Logements vacants (en %)                                | 7,1                      | 6,4      | 8,2            |

La commune ne respecte pas le taux minimum de logements sociaux de 25 % par rapport aux résidences principales, qui lui est imposé en application de l'article 55 de la Loi SRU.  Ce taux est passé de 19,74 % en 2002, 20,24 % en 2008, 20,44 % en 2014 et 21,21 % en 2019,.

### Projets d'aménagements
Dans l'organisation du Plan Grand Paris d'aménagement de la Région parisienne[C'est-à-dire ?], un nouveau port fluvial dénommé Port Seine Métropole Ouest destiné au chargement de graves extraits des proches gravières est prévu pour 2027[Quand ?] à proximité de Conflans, en limite ouest de la commune. Ce serait en relation avec le projet de liaison Seine-Escaut.

### Voies de communication et transports

#### Voies fluviales
On peut atteindre Conflans par la Seine, l'Oise et leurs affluents. Par exemple, la ville se trouve entre 70 et 73 km du Pont Marie à Paris, « point zéro » des distances en Basse-Seine jusqu'au Havre. Plus curieusement, la partie navigable sur l'Oise a son « point zéro » au "Pointil", lieu du Confluent. Autrefois, Conflans voyait passer des bateaux de passagers menant de Paris à Londres. De petits cargos fluviaux-maritimes  "traversent" encore la commune qui s'étend sur les deux rives de la Seine.

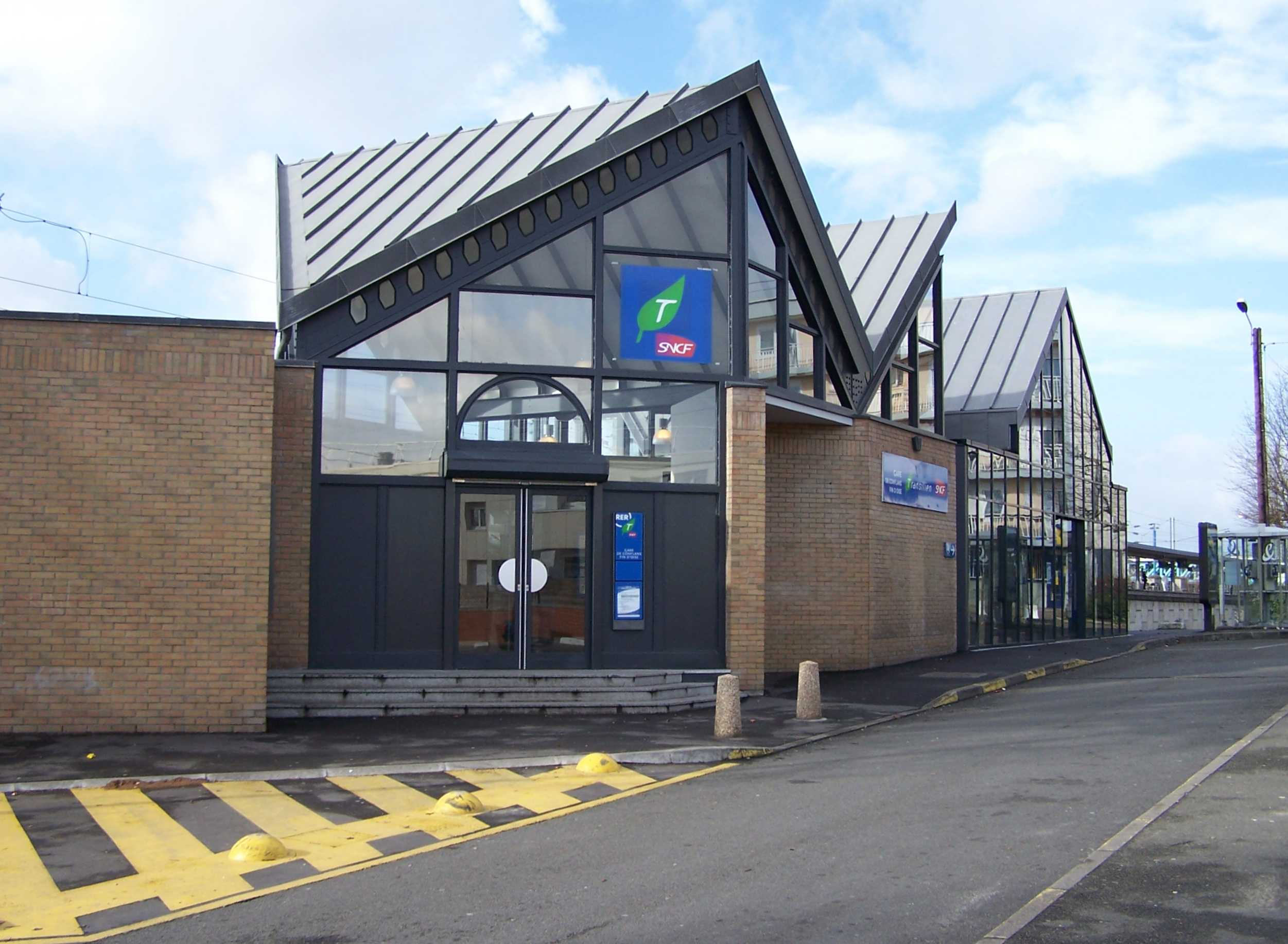
Gare de Conflans-Fin-d'Oise.

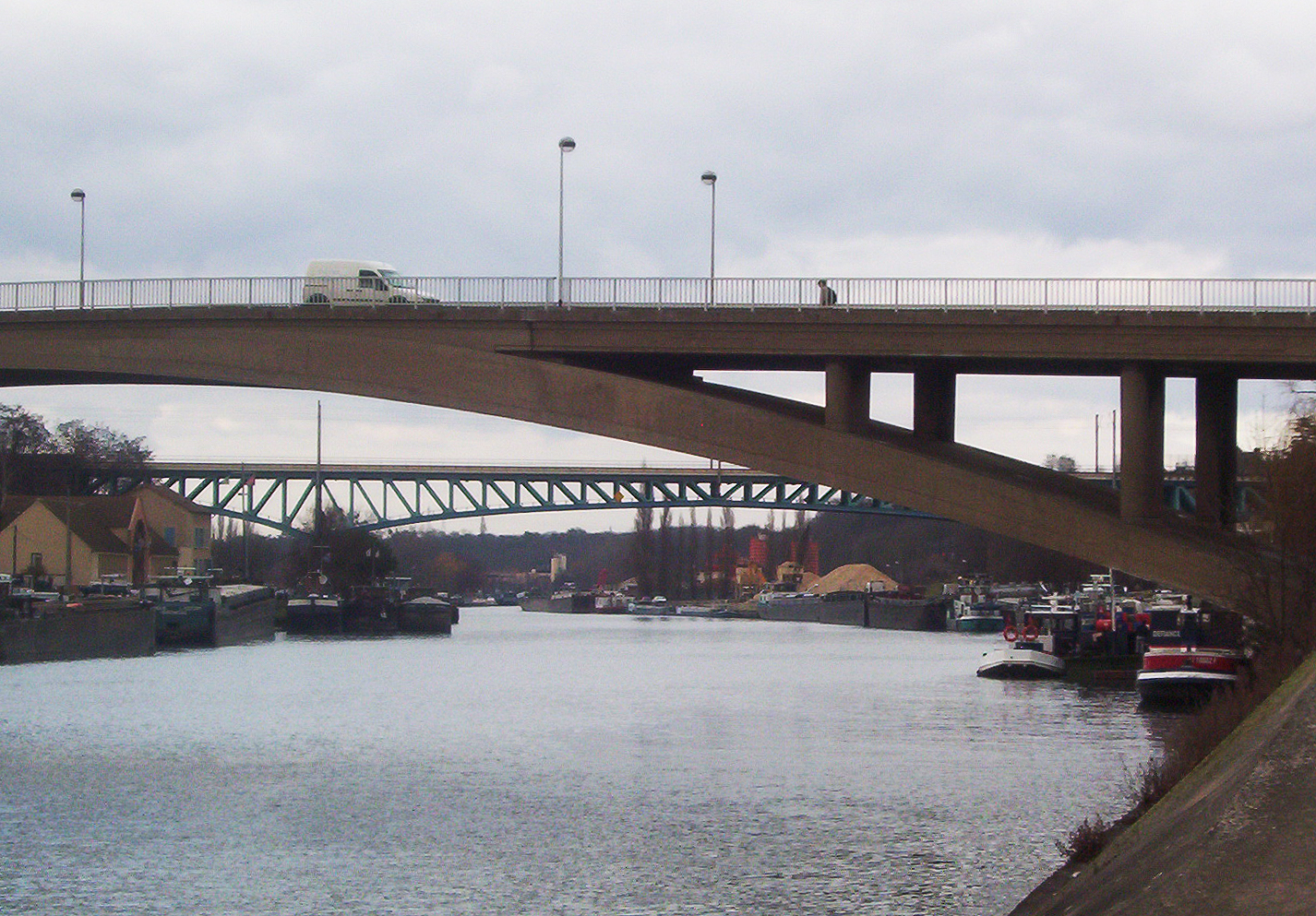
Pont de Fin d'Oise.

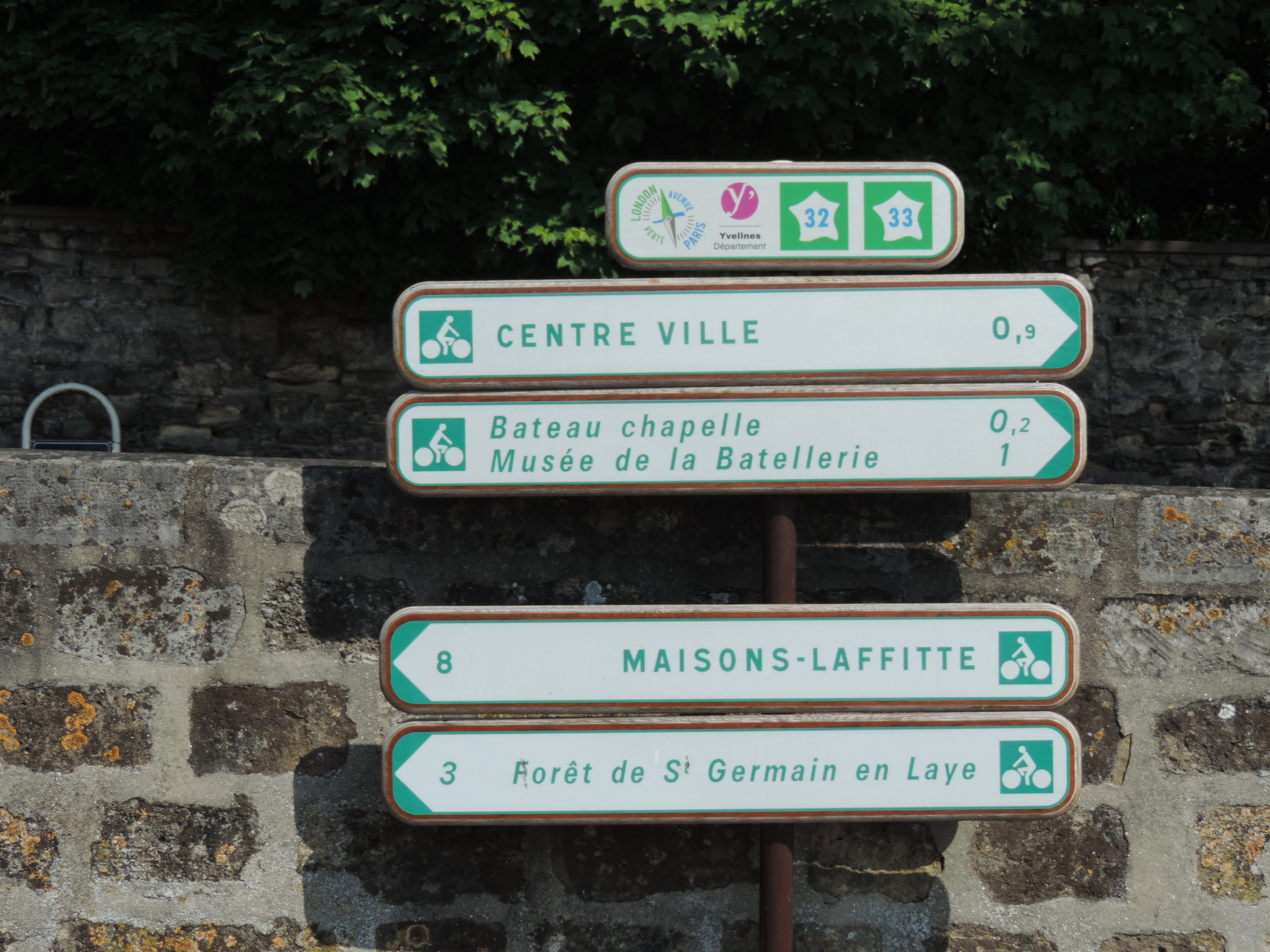
Panneaux de l'avenue Verte.

#### Voies routières
La commune est traversée par la route nationale 184 qui relie, entre autres, Cergy-Pontoise au nord à Saint-Germain-en-Laye au sud ; par la RD 48 qui joint Herblay-sur-Seine à l'est et Andrésy à l'ouest ; et elle est bordée au nord par la RD 54 qui relie la RD 48 à l'est à Neuville-sur-Oise puis à Jouy-le-Moutier à l'ouest.

#### Voies ferroviaires
Conflans possède deux gares : la gare de Conflans-Sainte-Honorine, desservie par la ligne J du Transilien (ligne de Paris-Saint-Lazare à Mantes-Station par Conflans-Sainte-Honorine, et Paris Saint-Lazare - Gisors-Serqueux bientôt[Quand ?]) et les gares de Conflans-Fin-d'Oise, desservies elles aussi par la ligne J du Transilien pour la gare haute, ainsi que par le RER A (Boissy-Saint-Léger ↔ Cergy) et le Transilien L (Paris-Saint-Lazare ↔ Cergy) surtout en heures de pointe matin et soir, mais aussi un train par heure en pleine journée depuis peu) pour la gare basse. Cette dernière gare est en correspondance par une passerelle et des escaliers avec la gare haute.
La commune est ainsi bien desservie par le réseau de transport en commun francilien : un train toutes les 15 min pour la ligne J de Paris Saint-Lazare depuis la gare de Conflans-Sainte-Honorine et toutes les 10 min en semaine sur la ligne RER A (20 min samedis et dimanches). Il est prévu que le « Tram Express Ouest » devenu T13 traverse Conflans vers Cergy (ce futur tramway est prévu depuis Saint-Cyr par l'ancienne ligne de Grande Ceinture puis en site propre dans Saint-Germain et depuis Poissy. Passage à Conflans en 2e phase des travaux vers...2030 ?)[réf. nécessaire].

#### Transports en commun routiers
La commune est desservie par :
- Les lignes 4, 5, 5S, 11, 14, 17A, 17B et 55 du réseau de bus Cergy Pontoise Confluence ;
- Les lignes 19, 20, 40, 59, 72 et 74 du réseau de bus Poissy - Les Mureaux ;
- Les lignes N152 et N155 du réseau de bus Noctilien ;
- La ligne Express 16 du réseau de bus Ile de France Ouest;
- La ligne Extrême Soirée du réseau de bus du Mantois.

#### Vélo
Conflans est sur l'avenue Verte, future véloroute, reliant Paris à Londres.

## Toponymie
Le nom de la localité est attesté sous les formes Confluentii Sancta Honorinae, Confluentium en 1225, Conflans en 1256.
Le terme Conflans vient du latin, confluens, confluentis (littéralement : réunion de deux cours d'eau) : le confluent. Le village a reçu le nom de Sainte Honorine après 1200. Honorine, sainte honorée en particulier à Conflans, est une gallo-romaine martyrisée près de l'actuelle ville du Havre, en 303, à proximité de Lillebonne plus exactement. Ses reliques furent ensuite transportées à Conflans.

## Histoire

### Préhistoire
Le site est habité dès l'époque néolithique, on y a découvert en 1872 une allée couverte qui a été transportée au musée d'archéologie nationale de Saint-Germain-en-Laye, et en 1882, une autre sépulture de l'âge du fer près de la première gare de Conflans dans le quartier Fin-d'Oise.

### Moyen Âge

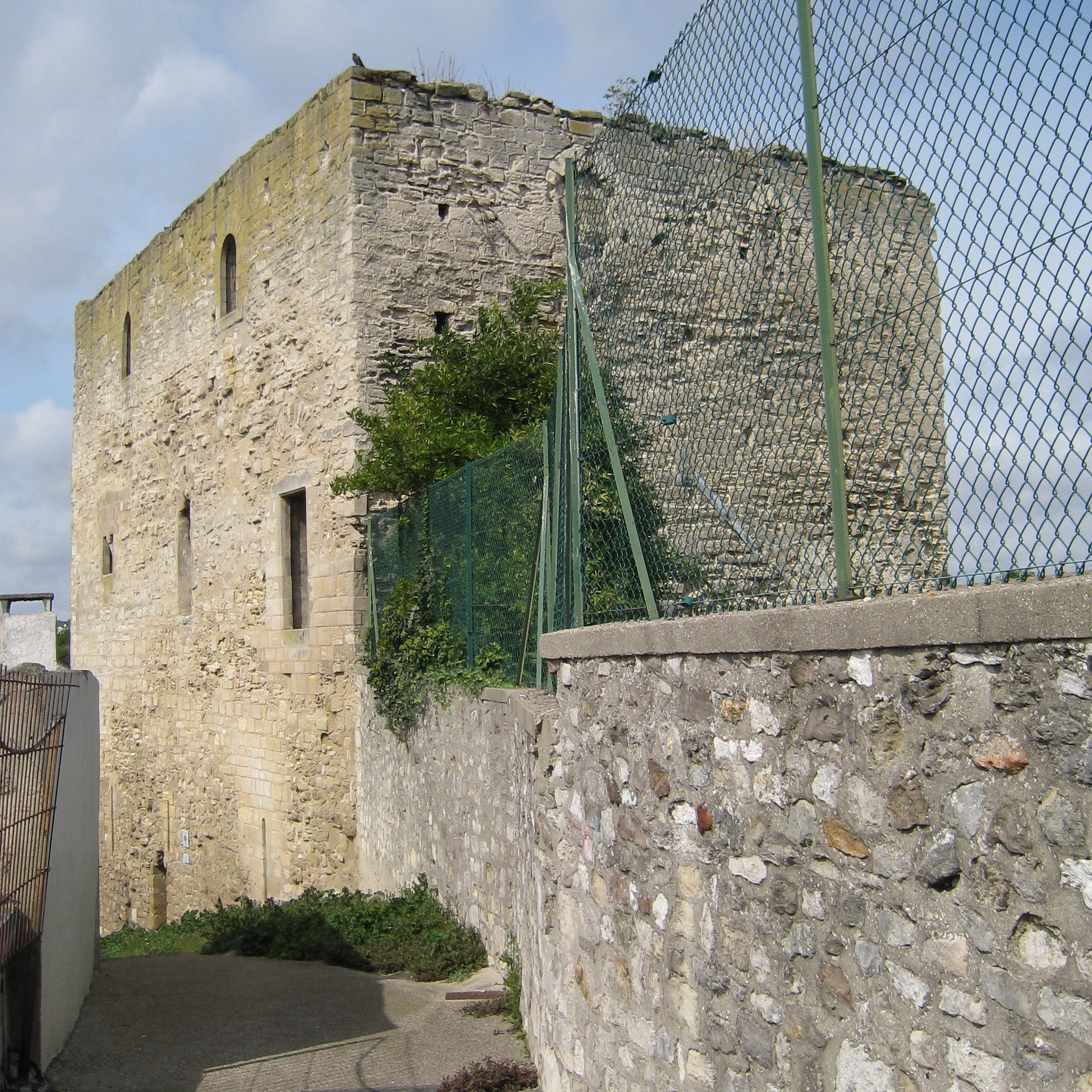
Tour Montjoie.

Site d'un camp fortifié connu dès le VIIIe siècle, c'est la limite extrême à l'ouest du domaine royal propre. Charles II le Chauve donne ce village et la seigneurie aux évêques de Paris, à condition que des paysans veillent sans cesse pour annoncer la venue des Vikings qui remonteraient la Seine. Cela permet aussi aux évêques de Paris de s'imposer face à ceux de Rouen et de Chartres. En 876, craignant pour leur vie et le destin de leur prieuré, les moines de Graville ( faubourg du havre actuel) où se trouvent les reliques de Sainte-Honorine emportent ces dernières par la proche voie romaine jusque Conflans. Elles sont  déposées dans une petite église de bois, tout contre le "château" du même matériau. Assez probablement, ce petit édifice fut le premier lieu de culte chrétien du village. L'évêque confie alors ce fief aux comtes de Beaumont en 990. La butte de Conflans portait le nom de Montjoie, peut-être de Jovis (Jupiter Jovien, dieu romain). Ce fut le nom du fief jusqu'au XIIIe siècle.
Un prieuré est fondé en 1080, desservi par des moines envoyés de Normandie par Anselme, abbé du Bec-Hellouin, futur archevêque de Cantorbéry, plus connu sous le nom de saint Anselme de Cantorbery, docteur de l'Église. Ce prieuré se construit peu à peu sur une hauteur à l'est du castrum.
Mais, entre 1080 et 1082, une guerre féodale éclate entre Mathieu Ier de Beaumont, seigneur du lieu, et celui qui deviendra son beau-frère quelques années plus tard, Bouchard de Montmorency, futur Bouchard IV. Le château de bois brûle. Retirées de justesse de la petite église en feu près du château, les reliques sont transférées en 1086 dans la toute nouvelle église du Prieuré. Le prieur devient également seigneur d'une partie de la paroisse de Conflans et de beaucoup d'autres terres qui, progressivement, viendront grossir les possessions du prieuré.
Bouchard obtient donc des droits sur les revenus du fief de Conflans et en devient aussi co-seigneur laïc. Une "tour-donjon", toujours présente, s'élève alors pour les Beaumont, siège de la baronnie jusqu'à la Révolution et un second château est construit un siècle et demi plus tard, un peu plus à l'est, pour les Montmorency. Il sera appelé « Château-Neuf ». De nos jours, il n'en reste qu'une cave et un puits.
Le château roman est appelé Tour Montjoie ou encore Tour de Ganne ou encore La Baronnie.
En 1271, Mathieu IV de Montmorency reste le seul seigneur laïc, le dernier Beaumont n'ayant pas d'héritier mâle.
La guerre de Cent Ans affecte beaucoup le prieuré et ses moines, l'armée de Charles VII campant à proximité. Le nombre de ses occupants diminue de moitié.

### Époque moderne
En 1521, un écrit signale encore quelques moines. Le prieuré ayant de très nombreuses possessions, malgré l'absence de moines, un prieur gère les biens en tant que seigneur jusqu'à la Révolution de 1789.
Les moines ayant quitté le prieuré au début du XVIe siècle, l'église romane se dégrade très sérieusement faute d'entretien. Le bas-côté sud est abattu en premier, suivi de celui du nord quelques années plus tard. Finalement, l'édifice est détruit en 1750 et remplacé par une nouvelle église, bien plus petite, située très légèrement au nord et édifiée avec les pierres encore récupérables de l'église primitive. Les reliques y sont installées en 1752 à la suite de la consécration de ce nouveau lieu de culte, de même que le tombeau de Mathieu IV qui était déjà dans l'église romane. À la suite de diverses ventes consécutives à la Révolution, cette « église neuve » tombera à son tour en ruines, son entretien n'ayant pu être assuré faute de financement. Dans un descriptif des biens vendus en 1816 entre les frères Lhéritier de Chézelle, il est spécifié « un terrain sis à l'emplacement de l'ancienne chapelle Sainte-Honorine » ce qui prouve bien qu'elle n'est plus !
Les Montmorency restent seigneurs en gros jusqu'en 1632 avec des éclipses car le fief est vendu à d'autres hauts personnages comme Guy de la Trémoille mais racheté plus tard par le connétable Anne de Montmorency.
Après la décollation du duc Henri II, impliqué dans le complot de Gaston d'Orléans (frère de Louis XIII) contre Richelieu et exécuté à Toulouse, le fief passe au prince de Condé, époux de la sœur d'Henri de Montmorency, Charlotte.
Par la suite, il est possession des La Grange puis du marquis de Castellane qui le vend en 1776 au comte Florimond de Mercy-Argenteau, ambassadeur d'Autriche, seigneur de Neuville et Conflans. Ce dernier installe sa maîtresse, la belle Rosalie Levasseur, cantatrice de l'Opéra de Paris, dans un grand domaine au hameau de Chennevières, de 1775 à 1792.
Au XVIIIe siècle, la limite avec Éragny était formée par le « chemin de Neuville à Paris », également appelé « chemin de l'Ambassadeur » ou encore « chemin des Chasse-Marée », devenu désormais la « rue de l'Ambassadeur » qui marque toujours la limite entre les deux communes et entre les départements du Val-d'Oise et des Yvelines.

### Révolution française et Empire
Au cours de la Révolution française, la commune porte provisoirement le nom de Confluent-de-Seine-et-Oise.

### Époque contemporaine

Le pont Eiffel permettant à la ligne Argenteuil-Mantes de franchir l'Oise (affiche de 1893).

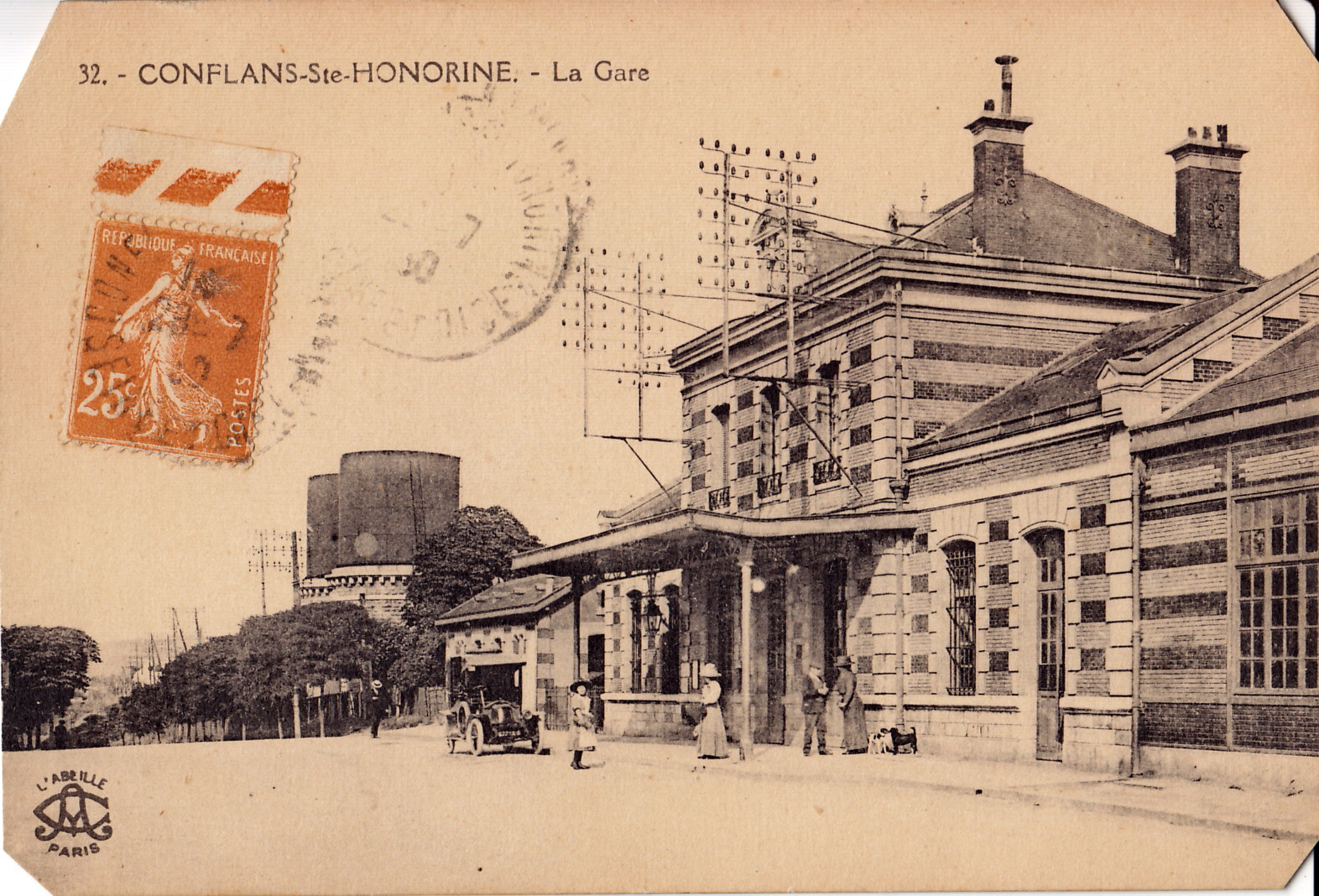
La gare de Conflans-Sainte-Honorine, ouverte en 1892, vue dans les années 1920.

L'essor de la batellerie commence en 1855 avec l'installation de la tête aval de la chaîne de touage qui permet la remonte des péniches sur la Seine vers Paris, approvisionnant ainsi la capitale en plein développement urbain. Puis les remorqueurs s'imposent. Plusieurs compagnies ont leur port d'attache à Conflans et Andrésy sa voisine : les Bleus, les Guêpes, les Tritons.
En 1877, la compagnie des chemins de fer de l'Ouest ouvre la ligne Achères-Pontoise en la raccordant à la ligne Paris-Rouen par une bifurcation sise après la gare dite primitivement « Conflans-Étoile » qui deviendra de ce fait « Achères-Embranchement ». En service en 1877, la gare de Conflans-Andrésy permet aux agriculteurs de ravitailler Paris en produits frais.
Sous le Second Empire, un banc de calcaire de grande qualité dit localement « le banc royal » dans les carrières de Conflans (dont les pierres sont facilement transportables à Paris par la Seine) est exploité pour la construction du quartier de la Madeleine à Paris. Une de ces carrières a ensuite été transformée en champignonnières pour la production de champignons de Paris mais est maintenant fermée depuis peu.
En 1892, la compagnie des chemins de fer de l'Ouest met en service la ligne Argenteuil-Mantes, qui met Conflans, à cette époque, à 40 minutes de la gare de Paris-Saint-Lazare grâce à un train omnibus.En train direct, depuis la gare de Sainte-Honorine, il faut environ une vingtaine de minutes dans le meilleur des cas.
Les gares de Conflans-Sainte-Honorine et de Conflans—Fin d'Oise (rebaptisée Pont-Eiffel en 1947 et redevenue Conflans Fin-d'Oise en 1984 avec l'arrivée du RER A), dont la halte est créée en 1894 à la demande des habitants, permettent aux Parisiens de venir en villégiature sur les bords de la Seine et de l'Oise, favorisant ainsi l'urbanisation des quartiers de la confluence.
En 1921, la société des Lignes Télégraphiques et Téléphoniques (LTT), reliée au rail en gare de "Sainte-Honorine", ouvre son usine pour y fabriquer des câbles en particulier sous-marins, destinés aux liaisons nationales et internationales.

#### 1939-1945
Une ligne de défense autour de Paris est créée depuis les bords de Marne à La Ferté-sous-Jouarre jusque Conflans-Sainte-Honorine. Formée d'environ 260 "blocs", fossés antichar, zones inondables, elle s'établit aux extrémités d'un rayon d'environ 25 à 40 km autour de la partie nord de notre capitale. 7 types de fortifications existent, allant du simple "point fort" à des structures plus complexes voire des sortes de cuvelages prévus pour de petits canons de marine. Cette demi-ceinture de défense est désignée comme « Ligne Chauvineau », du nom de ce général de division spécialiste du Génie qui est à son origine dès 1932 et rappelé en activité depuis son lieu de retraite pour le début des hostilités en 1939. La ville voit ainsi la construction de 5 "points forts" en bordure ou à proximité de l'Oise. Apparemment, tous ceux prévus dans les plans n'ont pas été construits : aucune trace de deux d'entre eux durant les recherches poussées. Ils étaient prévus au Confluent ("Bloc 38") et près de la gare Haute "Fin-d'Oise" ("Bloc 34").
Disposant de quatre ponts (deux routiers et deux ferroviaires), Conflans connait l'exode d'une partie de ses habitants ainsi que d'autres venus des régions plus au nord jusqu'au 10 juin 1940 date à laquelle les ponts tombent dans la Seine et dans l'Oise, minés par le Génie français.
Puis les Alliés la bombardent à leur tour 15 fois entre le 25 mai et le 19 août 1944, provoquant 51 morts. La ville est titulaire de la Croix de guerre remise par le général Zeller en 1956.
Le 8 mars 1941, 4 militants communistes conflanais (Désiré Clément, Jean-Marie Le Maguer, Francis Le Maguer et Henri Spysschaert) sont arrêtés et internés à Aincourt pour faits de propagande, distributions de tracts anti-nazi, détention de tracts ou de matériels. Le 9 mars 1941, c'est au tour de Eugène Le Corre (ancien conseiller municipal conflanais, communiste déchu de son mandat à la suite du Pacte germano-soviétique, par un décret de 1939), puis Louis Desvignes le 10 mars et Georges Fournier le 8 juillet 1941.
Le 13 aout 1942, la brigade spéciale de Paris arrête un résistant nommé Savignac, sur qui ils trouvent un papier indiquant l'adresse de Claude Lornage, résistant communiste. Ils seront internés à la prison de la santé, jugés le 28 aout 1942 par un tribunal allemand et fusillés le 29 septembre 1942,.
René Albert, résistant communiste et membre du groupe FTPF de Conflans, dirigé par Jacques Lorioux, est affecté à l’usine La Lorraine à Argenteuil, puis devient ajusteur aux Etablissement Christian « Les Stylos » à Conflans-Sainte-Honorine. Il sera arrêté à cause d’un informateur (L.F. soudeur aux LTT habitant au 76 rue de Chennevières, à Conflans) arrêté le 26 novembre 1942 en même temps que Paul Mandras, responsable FTPF du secteur P7 (Houilles, Bezons, Sartrouville, Conflans), l’informateur dénonce beaucoup de résistants du réseau dont : René Albert, Germain Bournazel, Albert Judalé, Alfred Bernard, Léon Égée, Marcellin Vitoux, Louis Lagarrigue, Moïse Talbot et Jacques Lorioux.
Ce groupe fut impliqué dans un grand nombre d’actions de sabotage : un attentat à la bombe à la SNCAN à Sartrouville, un sabotage à la CAMS à Sartrouville pour détruire un prototype d’hydravion, à l’attaque à Rueil-Malmaison de deux agents de la SNCF visant à récupérer 500 000 francs pour financer le groupe FTPF le 30 octobre 1942, dans un attentat par jet de grenade qui fit un blessé grave et qui coûta la vie à deux officiers de la marine allemande au restaurant Truchot à Sartrouville le 31 octobre 1942, un incendie à Art et Bois à Houilles, un sabotage à la SNCF au dépôt de Levallois, un sabotage de voie ferrée à Clichy-sous-Bois en octobre 1942, une récupération d’armes en forêt de Rambouillet, l’incendie d’une meule à Éragny…
Les Conflanais Louis Desvignes, Désiré Clément, Albert Judalé, Moise Talbot, Marcelin Vitoux, René Albert, Alfred Bernard Jacques Lorioux, Christiane Charua et un certain L…F… figurent dans la liste des déportés du "convoi des 31 000" du 24 janvier 1943 partant de Compiègne. Tous travaillaient aux LTT excepté Jacques Lorioux qui travaillait à l’usine à gaz d’Andrésy et René Albert. René Albert, est déporté à Sachsenhausen où il porte le matricule 59 221, il serait décédé le 6 novembre 1943 comme il est déclaré sur l’acte de décès de l’administration SS, son compagnon de captivité M. Murrer indique qu’il serait mort en juin 1943 ce qui contredit l’acte de décès. Henri Spysschaert, est interné à Aincourt du 10 mars 1941 au 26 avril 1942, puis à Voves jusqu’au 9 mai 1944 et déporté à Neuengamme où il porte le matricule 31 905, puis est affecté au Kommando annexe de Bremen Farge, puis au camp de Sandbostel où il meurt le 10 mai 1945. Louis Desvignes est déporté à Sachsenhausen où il porte le matricule 59 212, puis à Natzweiller-Struthof où il porte le matricule 19 886 et affecté au Kommando annexe du camp (Leonberg), il y meurt de dysenterie et mauvais traitement selon Serge Hays, déporté avec lui. Désiré Clément est déporté à Sachsenhausen où il porte le matricule 59 654 et est décédé le 2 juin 1943 à la suite des mauvais traitements. Alfred Bernard est déporté à Sachsenhausen où il porte le matricule 59 250 et meurt le 19 avril 1945 au camp de Gusen. Louis Desvignes et Désiré Clément n’ont jamais obtenu le statut de déporté résistant. Christiane Charua, dont le réseau a été démantelé le 18 juin 1942, fut arrêtée le 7 juillet 1942 au métro Monge par la police française et emprisonnée au Dépôt sur l'Ile de la Cité puis au fort de Romainville, elle est ensuite transférée au camp de Royallieu avant d’être déportée par le "convoi des 31 000". Elle arrive au camp de Birkenau, puis est transférée au Kommando de Raisko quatre mois plus tard. Le 7 janvier 1944 elle est transférée au camp de Ravensbrück, est affectée à Beendorf dans une usine installée dans une mine de sel. Elle est évacuée avec des milliers de déportés vers Neuengamme le 10 avril 1945, puis libérée et soignée en Suède,. Albert Judalé est interné à Fresnes puis à Compiègne avant d’être déporté à Sachsenhausen où il porte le matricule 59 219 ; ensuite il est affecté au Kommando Heinkel. Il est libéré le 22 mai 1945. Il est ensuite rapatrié par le centre de Roanne et meurt le 3 octobre 1953 à Éragny-sur-Oise des suites d’une maladie contractée en déportation. Moïse Talbot est interné à Fresnes puis à Compiègne avant d’être déporté à Sachsenhausen où il porte le matricule 59 181, ensuite il est affecté au Kommando Heinkel. Il est libéré par l’Armée Rouge le 4 mai 1945 Il rentre le 12 juillet 1945 et retourne vivre à Conflans. Marcelin Vitoux est interné à Fresnes puis à Compiègne avant d’être déporté à Sachsenhausen où il porte le matricule 59 151, puis à Lübeck le 4 mai 1945, il est libéré par les Alliés le 8 juin 1945. Jacques Lorioux est interné à Fresnes du 20 novembre 1942 au 22 janvier 1943, puis déporté à Sachenhausen où il porte le matricule 59 266, ensuite il est affecté au Kommando Heinkel. Il est libéré par l’Armée Rouge le 28 avril 1945. Eugène Le Corre sera interné à Aincourt le 9 mars 1941, Vichy le livre ensuite aux nazis le 27 juin 1941, il sera transféré au fort de Romainville le même jour, puis au camp de Royallieu à Compiègne du 1er juillet 1941 au 9 décembre 1941, puis de nouveau transféré au fort de Romainville, il est ensuite mis au secret à la prison du Cherche-Midi jusqu'au 15 décembre 1941, est transféré au Mont Valérien, à Suresnes, où il est probablement fusillé (son corps n'ayant jamais été retrouvé) avec 87 de ses camarades, dont Gabriel Péri,.
Le 15 décembre 1941, ce sont 100 otages qui seront fusillés dont 87 communistes. 87 le sont au Mont Valérien, 13 à Caen, 9 à la lisière de Chateaubriant et 4 à Fontevraud,. Jean-Marie Le Maguer est emmené au Parquet de Versailles et interné à la prison de Versailles de mars à mai 1941, puis à la prison de la santé de mai à juin 1941, puis à la prison de Fresnes de juin à juillet 1941, au camp d'Aincourt jusqu'en novembre 1942, puis à Voves jusqu'en novembre 1943 et au camp de Pithiviers où il sera libéré par les Alliés le 11 aout 1944. Francis Le Maguer est interné à la prison de saint-Pierre du 8 mars 1941 au 16 avril 1941, puis à Aincourt jusqu'au 5 mai 1942, ensuite il est transféré au camp de Voves jusqu'au 11 novembre 1943, puis au camp de Pithiviers jusqu'au 23 février 1944, puis à Fortimont. Il est libéré le 21 décembre 1944 et retourne vivre à Conflans. Georges Fournier est interné au camp d'Aincourt du 8 juillet 1941 à sa libération le 4 juillet 1942,.
Il y a lieu de mentionner, parmi les résistants Conflanais peu connus celui qui fut commissaire de police durant l'Occupation, M. Caillou-ou Cayou ?- qui, assez bien placé, put fournir un certain nombre de renseignements aux alliés voire aussi faire avertir des habitants recherchés quand il avait connaissance de ces recherches. Deux autres personnalités importantes de la Résistance seront aussi bientôt citées.
Autre fait conté par Jean Duvallet, alors séminariste rattaché à Conflans puis aumônier du bateau-chapelle dans les années 1980 : des cheminots en poste au triage d'Achères où stationnaient des trains de matériels militaires allemands voire de troupes, avaient caché du sucre en poudre dans un caveau provisoire du cimetière rue du Repos. Cet "ingrédient" fut ensuite transporté au triage puis, par petites doses, mêlé à l'huile des boîtes d'essieux des wagons. Au roulement, ce mélange "spécial" provoqua un échauffement des têtes d'essieux puis la rupture de quelques-uns, entraînant déraillements et détérioration des wagons et, bien sûr, de leur contenu.

#### Depuis 1945
Un professeur d'histoire-géographie, Samuel Paty, est victime d'un attentat islamiste le 16 octobre 2020, au motif d'avoir, quelques jours plus tôt, montré des caricatures du prophète Mahomet lors de l'un de ses cours dans un collège de la ville.

## Politique et administration

### Rattachements administratifs et électoraux

#### Rattachements administratifs
Antérieurement à la loi du 10 juillet 1964, la commune faisait partie du département de Seine-et-Oise. La réorganisation de la région parisienne en 1964 fit que la commune appartient désormais au département des Yvelines  et à son arrondissement de Saint-Germain-en-Laye, après un transfert administratif effectif au 1er janvier 1968.
Elle faisait partie de 1801 à 1964 du canton de Poissy, année où elle devient le chef-lieu  du canton de Conflans-Sainte-Honorine du département de Seine-et-Oise, puis des Yvelines Lors de la mise en place de ce département. Dans le cadre du redécoupage cantonal de 2014 en France, cette circonscription administrative territoriale a disparu, et le canton n'est plus qu'une circonscription électorale.

#### Rattachements électoraux
Pour les élections départementales, la commune est le bureau centralisateur depuis 2014 d'un nouveau canton de Conflans-Sainte-Honorine, porté de une à quatre communes.
Pour l'élection des députés, elle fait partie depuis 1988 de la septième circonscription des Yvelines.

### Intercommunalité
La ville était l'une des trois communes qui constituaient la communauté d'agglomération Poissy-Achères-Conflans, créée en 2014 sous le statut de communauté de communes et transformée en 2015 en communauté d'agglomération.
La loi de modernisation de l'action publique territoriale et d'affirmation des métropoles (loi MAPAM)  impose la création de territoires d'au moins 200 000 habitants en grande couronne afin d'avoir une taille suffisante pour structurer son territoire et dialoguer avec la métropole du Grand Paris, dont la création était prévue par la même loi.
En conséquence, six intercommunalités, dont la communauté d'agglomération Poissy-Achères-Conflans, ont fusionné, formant le 1er janvier 2016 la communauté urbaine dénommée Grand Paris Seine et Oise (GPS&O), dont est désormais membre la commune.
Par ailleurs, la ville est incluse dans le périmètre de l'opération d'intérêt national Seine-Aval, qui s'étend sur une partie importante de la vallée de la Seine dans le nord des Yvelines. Son aménagement est mené par l'Établissement public d'aménagement du Mantois Seine Aval (EPAMSA).

### Tendances politiques et résultats
Le maire radical-socialiste et collaborationniste Georges Aubailly siège jusqu'au 5 mai 1941. Il est remplacé par le maire résistant Charles Vassal, qui annonce ne plus vouloir assumer cette fonction le 9 septembre 1944.
Quelques jours après la Libération survenue fin août 1944, sans aucun combat dans la ville (les occupants avaient évacué le secteur), le nouveau maire Auguste Romagné était membre du Parti communiste français.
Onze maires se sont succédé depuis la Libération de la France. Maurice Chaval exerce un mandat de 1965 à 1971. Il succède à M. Berrurier. Ce dernier est réélu en 1971. De 1977 à 2014, la commune a été dirigée par une coalition de gauche (PS, PCF et divers) avec en particulier Michel Rocard et Jean-Paul Huchon. La ville a été alors fortement modernisée.
La municipalité bascule à droite lors des élections municipales de 2014 : lors du deuxième tour des élections municipales de 2014, les listes de candidats ont obtenu les résultats suivants, :

-  UMP-UDI menée par Laurent Brosse, recueille 5 967 voix, soit 40,47 % des suffrages exprimés et remporte ainsi 28 sièges au conseil municipal et 12 sièges au conseil communautaire ;

-  PS-PRG menée par Fanny Ervera — soutenue par le sénateur-maire sortant Philippe Esnol, qui ne se représentait pas — recueille 4 872 voix, soit 33,05 % des suffrages exprimés et remporte ainsi 6 sièges au conseil municipal et trois sièges au conseil communautaire ;

-  ELV-PG menée par Gaël Callonnec, recueille 2 453 voix, soit 16,64 % des suffrages exprimés et remporte ainsi 3 sièges au conseil municipal et 1 siège au conseil communautaire ;

- FN-RBM menée par Didier Guerche, recueille 1 449 voix, soit 9,82 % des suffrages exprimés et remporte ainsi 2 sièges au conseil municipal et aucun siège au conseil communautaire.

Lors de ce scrutin, 38,33 % des électeurs se sont abstenus.
Lors du premier tour des élections municipales de 2020, la liste menée par le maire sortant Laurent Brosse (DVD - LR - LREM - SL) remporte la majorité absolue des suffrages exprimés, avec 4 458 voix (51,91 %, 31 conseillers municipaux élus dont 9 communautaires), devançant largement les listes menées par : 

-  Gaël Callonnec (EÉLV - LFI - PG - PS - G·s - PCF, 2 903 voix, 33,80 %, 7 conseillers municipaux élus dont 2 communautaires) ;

-  Hippolyte Djizanne Djakeun (DVD, 436 voix, 5,07 %, 1 conseiller municipal élu) ;

-  Victor Pailhac (Révolution écologique pour le vivant, 363 voix, 4,22 %, pas d'élus) ;

-  Jean-Loup Burtin (DVG, 306 voix, 3,56 %, pas d'élus) ;

- Ali Kaya (LO, 121 voix, 1,40 %, pas d'élus).

Lors de ce scrutin marqué par la pandémie de Covid-19 en France, 63,01 % des électeurs se sont abstenus.
Le candidat de gauche Gaël Callonnec a contesté ces résultats, estimant que leur sincérité était entachée par cette importance de l'abstention. Le Tribunal administratif de Versailles a rejeté ce recours en décembre 2020

### Administration municipale
Compte tenu de la population de la ville, le conseil municipal de la ville de Conflans-Sainte-Honorine est composé de 39 conseillers municipaux.

### Liste des maires
| Période        | Période                    | Identité         | Étiquette                | Qualité |
| -------------- | -------------------------- | ---------------- | ------------------------ | --- |
| septembre 1944 | mai 1945                   | Eugène Sebot     |                          | |
| mai 1945       | septembre 1945             | Auguste Romagné  | PCF                      | Rédacteur d'assurances Décédé en fonction |
| septembre 1945 | octobre 1947               | Jules Gautrin    | PCF                      | |
| octobre 1947   | mars 1959                  | Léon Dupont      | SFIO                     | |
| mars 1959      | mai 1968                   | Eugène Berrurier | DVD                      | Vigneron Conseiller général de Conflans-Sainte-Honorine (1964 → 1979) |
| mai 1968       | mars 1971                  | Maurice Chaval   | DVD                      | Instituteur Chevalier des Palmes académiques |
| mars 1971      | juillet 1973               | Eugène Berrurier | DVD                      | Vigneron Conseiller général de Conflans-Sainte-Honorine (1964 → 1979) Démissionnaire                                                                                                |
| juillet 1973   | mars 1977                  | Gilbert Legrand  | DVD                      | |
| mars 1977      | septembre 1994             | Michel Rocard    | PS                       | Inspecteur général des finances Premier ministre (1988 → 1991) Ministre (1981 → 1985) Député européen (1994 → 2009) Député des Yvelines (1969 → 1973 et 1978 → 1981) Démissionnaire |
| septembre 1994 | mars 2001                  | Jean-Paul Huchon | PS                       | Haut fonctionnaire Conseiller régional d'Île-de-France (1998 → 2015) Président du conseil régional d'Île-de-France (1998 → 2015)                                                    |
| mars 2001      | avril 2014                 | Philippe Esnol   | PS puis PRG              | Cadre supérieur Sénateur des Yvelines (2011 → 2017) Conseiller général de Conflans-Sainte-Honorine (1998 → 2011)                                                                    |
| avril 2014     | En cours (au 14 mars 2025) | Laurent Brosse   | UMP-LR puis DVD puis HOR | Avocat en droit social Conseiller départemental de Conflans-Sainte-Honorine (2015 → ) Vice président de la CU Grand Paris Seine et Oise (2016 → ) Réélu pour le mandat 2020-2026    |

### Jumelages
Conflans-Sainte-Honorine est jumelée avec les villes de :
- Hanau (Allemagne) en 1965 (près de Francfort-sur-le-Main) ;
- Chimay (Belgique) en 1975 (à proximité de la frontière avec la France, aux sources de l'Oise) ;
- Ramsgate (Angleterre) en 1979 (près de l'entrée du tunnel sous la Manche) ;
- Tessaoua (Niger) en 1997.

À noter que depuis 2004 Chimay et Ramsgate sont jumelées entre elles.

## Équipements et services publics

### Enseignement
La ville de Conflans-Sainte-Honorine relève de l’académie de Versailles. Elle possède une inspection départementale siège d'une circonscription, dix écoles maternelles (dont une privée), huit écoles primaires (dont une privée), trois collèges, deux lycées (un professionnel, un d'enseignement général).
La commune regroupe d'autres établissements scolaires spécialisés : comme les classes pour l’enfance handicapée, l'ex-Internat de la batellerie (fondé en 1921) devenu en 1967 « École nationale du premier degré » puis, avec la décentralisation « Établissement régional du premier degré » - même s'il accueille aussi des collégiens-, l'Institut d’éducation motrice. Il existe aussi un « Home d'accueil » pour des lycéens ou apprentis.
Le 16 octobre 2020, en fin d'après-midi, un professeur d'histoire-géographie du collège du Bois-D'Aulne de Conflans-Sainte-Honorine, est décapité par un terroriste. L'origine de l'attentat, est liée au fait que l'enseignant a montré des caricatures de Mahomet durant l'un de ses cours portant sur la liberté d'expression. Le 23 septembre 2024, le conseil d'administration de l'établissement décide de rebaptiser le collège du nom Samuel Paty en mémoire du professeur assassiné.
| Liste des établissements scolaire à Conflans-Sainte-Honorine |
| --- |
| Établissement public École maternelle : - École maternelle Basses-Roches - École maternelle Le Confluent - École maternelle Croix-Blanche - École maternelle Long-Chemin - École maternelle Plateau-du-Moulin - École maternelle des Quatre-Vents - École maternelle Trois-Sapins École élémentaire : - École élémentaire Chennevrières - École élémentaire Côtes-Reverses - École élémentaire Gaston-Rousset - École élémentaire Henri-Dunant - École primaire Paul-Bert - École élémentaire Saint-Joseph - École élémentaire Grandes-Terres - École primaire le Clos-d'en-haut Collège : - Collège du Bois-D'Aulne (renommé Collège Samuel Paty) - Collège Montaigne - Collège des Hautes-Raies Lycée : - Lycée polyvalent Jules-Ferry - Lycée technique Simone-Weil Établissement privé École élémentaire : - École Montessori |

### Santé
La ville dépend du centre hospitalier intercommunal Poissy/Saint-Germain-en-Laye. Elle abrite d'autre part un centre municipal de santé, qui regroupe différents médecins généralistes et spécialisés, et des centres spécialisés (un centre communal de protection maternelle et infantile (PMI), un centre de planification et d’éducation familiale, un centre d’accueil et de soins, un centre médico-psychologique, un centre psychothérapeutique des Chasses-Marées). La commune met également, à la disposition des habitants, un espace informations retraités.

### Équipements sportifs
La ville met à la disposition de ses habitants différents équipements sportifs :
- des gymnases omnisports (le complexe sportif Claude-Fichot, le complexe sportif Pierre-Ruquet, le gymnase des Basses-Roches, le gymnase Foch, le complexe sportif Joffre, le gymnase Pierre-Bérégovoy) ;
- des stades (le stade municipal Léon-Biancotto, le stade municipal Claude-Fichot, le stade Pierre-Ruquet) ;
- des équipements spécifiques (des terrains de tennis, des salles spécifiques de tennis de table, d'escrime, de boxe, de danse, de combat, de gymnastique, etc.) ;
- le centre aquatique avec de multiples bassins, une pataugeoire, un toboggan de 35 mètres de long, une fosse de plongée éclairée d'une profondeur de 20 mètres et un centre de remise en forme ;
- des plateaux d'évolution (les microsites, plateau Joffre, plateau Foch, plateau des Hautes-Rayes) ;
- autres (le pas de tir à l'arc, le terrain de pétanque du parc du Prieuré, la salle de billard).

### Équipements culturels

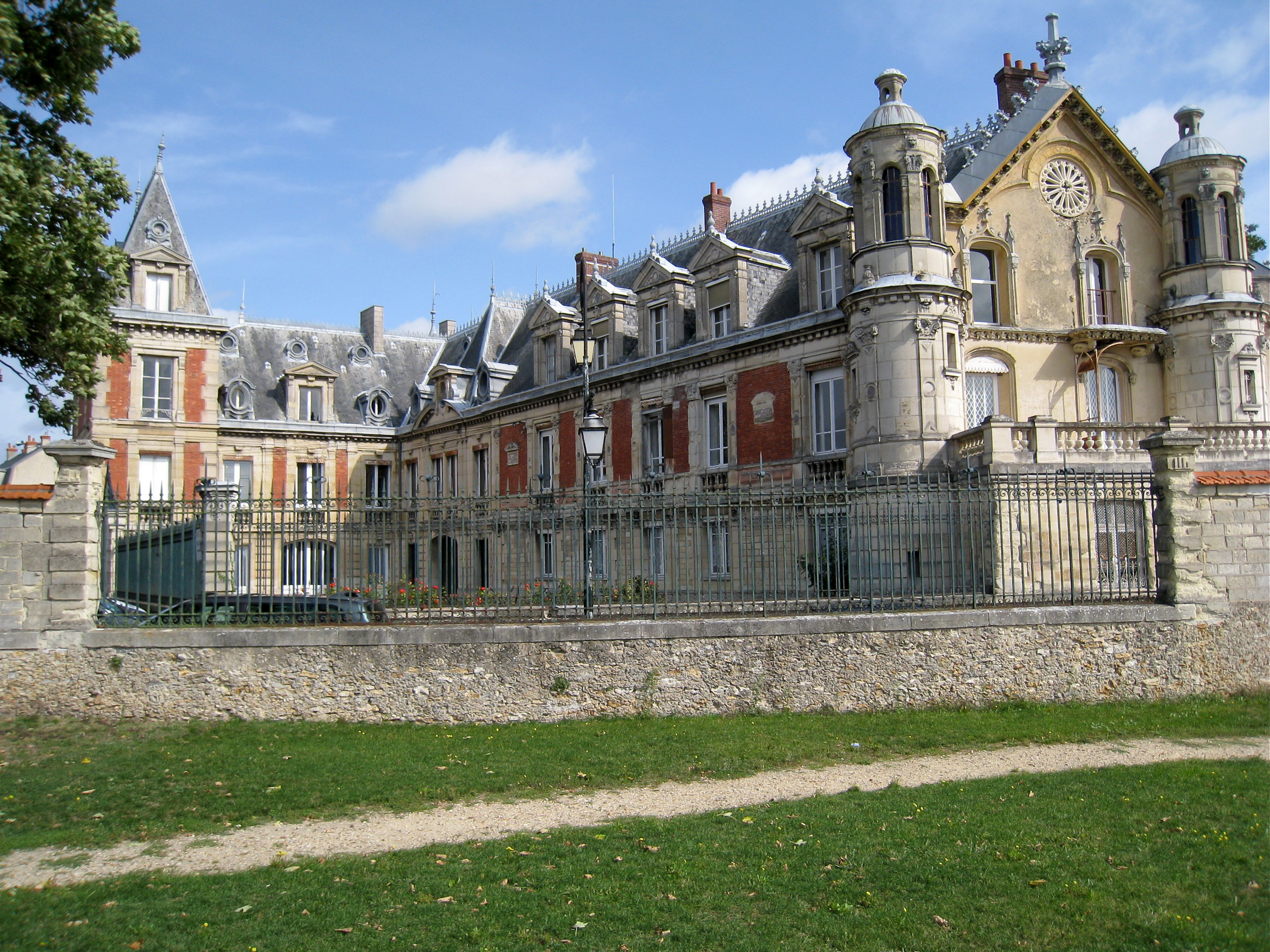
Musée de la batellerie.

- Médiathèque Blaise-Cendrars et ses 100 000 ouvrages
- Musée de la batellerie et des voies navigables
- Conservatoire George-Gershwin de musique
- Théâtre Simone-Signoret
- 15 salles de cinéma dans la "zone des Boutries"
- La Maison de la jeunesse et de la culture (MJC)

### Justice, sécurité, secours et défense
La police municipale de Conflans est composée de douze agents[Quand ?]. Conformément à la loi, leurs compétences concernent la prévention et la surveillance du bon ordre (en particulier les constats de contravention pour le stationnement dépassé ou illicite), de la tranquillité, de la sécurité et de la salubrité publique.
La ville regroupe un commissariat (dont les agents sont présents également sur Achères, Maurecourt, Andrésy et Chanteloup-les-Vignes) et la brigade fluviale de la gendarmerie qui exerce sa surveillance sur la Seine et l'Oise englobant une large partie de ces deux cours d'eau.

## Population et société
Les habitants sont appelés les Conflanais(es). 

### Démographie

#### Évolution démographique
L'évolution du nombre d'habitants est connue à travers les recensements de la population effectués dans la commune depuis 1793. Pour les communes de plus de 10 000 habitants les recensements ont lieu chaque année à la suite d'une enquête par sondage auprès d'un échantillon d'adresses représentant 8 % de leurs logements, contrairement aux autres communes qui ont un recensement réel tous les cinq ans,.

En 2022, la commune comptait 36 306 habitants, en évolution de +2,55 % par rapport à 2016 (Yvelines : +2,72 %, France hors Mayotte : +2,11 %).
| 1793  | 1800  | 1806  | 1821  | 1831  | 1836  | 1841  | 1846  | 1851  |
| ----- | ----- | ----- | ----- | ----- | ----- | ----- | ----- | ----- |
| 2 181 | 1 992 | 1 841 | 1 681 | 1 634 | 1 524 | 1 423 | 1 484 | 1 442 |

| 1856  | 1861  | 1866  | 1872  | 1876  | 1881  | 1886  | 1891  | 1896  |
| ----- | ----- | ----- | ----- | ----- | ----- | ----- | ----- | ----- |
| 1 544 | 1 659 | 1 787 | 1 822 | 1 985 | 1 789 | 2 067 | 2 482 | 2 701 |

| 1901  | 1906  | 1911  | 1921  | 1926  | 1931  | 1936   | 1946   | 1954   |
| ----- | ----- | ----- | ----- | ----- | ----- | ------ | ------ | ------ |
| 3 212 | 3 559 | 3 822 | 4 466 | 6 212 | 7 514 | 10 283 | 10 775 | 13 809 |

| 1962   | 1968   | 1975   | 1982   | 1990   | 1999   | 2006   | 2011   | 2016   |
| ------ | ------ | ------ | ------ | ------ | ------ | ------ | ------ | ------ |
| 21 874 | 26 304 | 31 066 | 28 977 | 31 467 | 33 327 | 33 671 | 35 582 | 35 404 |

| 2021   | 2022   | - | - | - | - | - | - | - |
| ------ | ------ | - | - | - | - | - | - | - |
| 35 926 | 36 306 | - | - | - | - | - | - | - |

#### Pyramide des âges
En 2018, le taux de personnes d'un âge inférieur à 30 ans s'élève à 37,8 %, soit en dessous de la moyenne départementale (38 %). De même, le taux de personnes d'âge supérieur à 60 ans est de 21,4 % la même année, alors qu'il est de 21,7 % au niveau départemental.
En 2018, la commune comptait 17 370 hommes pour 18 286 femmes, soit un taux de 51,28 % de femmes, légèrement inférieur au taux départemental (51,32 %).
Les pyramides des âges de la commune et du département s'établissent comme suit.
| Hommes | Classe d’âge | Femmes |
| ------ | ------------ | ------ |
| 0,6    | 90 ou +      | 2,1    |
| 5,5    | 75-89 ans    | 8,5    |
| 13,0   | 60-74 ans    | 13,1   |
| 19,5   | 45-59 ans    | 19,8   |
| 21,1   | 30-44 ans    | 21,1   |
| 18,2   | 15-29 ans    | 16,2   |
| 21,9   | 0-14 ans     | 19,4   |

| Hommes | Classe d’âge | Femmes |
| ------ | ------------ | ------ |
| 0,6    | 90 ou +      | 1,4    |
| 6      | 75-89 ans    | 7,8    |
| 13,5   | 60-74 ans    | 14,8   |
| 20,7   | 45-59 ans    | 20,1   |
| 19,6   | 30-44 ans    | 19,9   |
| 18,5   | 15-29 ans    | 16,8   |
| 21,2   | 0-14 ans     | 19,2   |

#### Niveau d'études
En 2014, le niveau d'éducation à Conflans-Sainte-Honorine est légèrement inférieur à la moyenne du département des Yvelines la part dans la population totale des titulaires de diplômes de niveau Bac+2 ou supérieur est, dans la commune, de 35,5 %, contre 41,8 % en moyenne yvelinoise, tandis que 25,7 % de la population n'est titulaire d'aucun diplôme (contre 23,6 % au niveau départemental).

#### Nationalités
En 1999, la population compte 6,7 % de Français par acquisition et 14 % de personnes de nationalités étrangères (recensement 1999, proportions supérieures à la moyenne yvelinoise (respectivement 4,9 % et 8,9 %).
La proportion de ressortissants de l'Union européenne est proche de la moyenne yvelinoise, soit 3,8 % (dont Portugais 1,7 %) contre 4,0 %, tandis que la proportion des Maghrébins est de 2,2 % (dont Marocains 1,9 %), soit au départemental, 2,6 % (dont Marocains 1,6 %).

### Manifestations culturelles et festivités
L'un des grands moments de l'année est le pardon national de la batellerie, généralement célébré le 3e week-end de juin et le dimanche. Sur trois journées, cette fête patriotique et religieuse a été imaginée dès 1958 un peu sur le modèle des pardons bretons (prémices aux Salons nautiques de Paris où il y a une "messe de la batellerie "sur un bateau de commerce) puis mise au point dans la suite des jumelages avec Chimay (Belgique, source de l'Oise), Hanau (Allemagne, ville de confluent) et Ramsgate (Angleterre). Madame Louise Weiss, députée européenne, les Anciens combattants de la batellerie, l'aumônerie des bateliers, la municipalité sous l'égide du maire M. Eugène Berrurier ont beaucoup travaillé pour sa réalisation.
Déroulement :
Le vendredi soir, une délégation conflanaise d'anciens combattants (bateliers et « terriens ») se rend au ravivage de la flamme à l'Arc de Triomphe de Paris. Une gerbe y est déposée puis la flamme ravivée sert à allumer un flambeau. Le porteur de la flamme est accompagné de la Madelon des bateliers, élue parmi de jeunes batelières et entourée des demoiselles d'honneur, et emporte ce flambeau jusque sur le « Bateau-Flamme » qui attend, autrefois amarré au Port d'Austerlitz près de la Maison de la batellerie. Le lendemain, samedi, ce bateau démarrait vers 8 h 30 et, accompagné d'une « escadre d'honneur » d'autres bateaux, descendait la Seine. Il fallait environ 7 heures pour parcourir les 73 km du fleuve en passant les écluses de Suresnes et de Bougival. De nos jours, à la suite des récents règlements de sécurité, seul un bateau aménagé pour recevoir du public peut être « bateau-flamme ». De plus, le convoi d'accompagnement du flambeau se forme aux écluses de Bougival.
Vers 16 heures, ce bateau vient s'amarrer contre le bateau-chapelle ou tout à côté de lui. Les officiels de la commune, les invités d'honneur (ministre parfois, le préfet ou le sous-préfet, les maires de villes jumelles), des autorités militaires, une fanfare civile ou militaire, des détachements militaires (marins/armée de Terre) sont présents ainsi que les gendarmes fluviaux et, une délégation de nos pompiers(ceux du bateau-pompe et les plongeurs en particulier).
Pendant tout le samedi, des animations et des expositions de matériels de batellerie, des maquettes, ont lieu sur les quais depuis la place Fouillère en bord de Seine, jusqu'au Pointil au confluent.
Après les discours, a lieu une remise de médailles. Puis toutes ces personnes précédées de la fanfare suivie immédiatement par la Madelon et porteur de la flamme, se rendent au Confluent pour honorer le monument aux morts de la batellerie. Une vasque remplie de carburant s'y trouve depuis la veille. Le flambeau apporté de Paris sert alors à enflammer la vasque puis un dépôt de gerbe précède la sonnerie aux morts et la Marseillaise vibre alors. Le soir se tient un bal public avec souvent des animations nocturnes et parfois un très beau feu d'artifice.
Le dimanche matin, toujours au Pointil, la messe des bateaux était célébrée à bord d'un automoteur amarré face au monument aux morts par l'aumônier de la batellerie souvent entouré d'autres aumôniers et parfois d'un évêque. De nos jours, c'est le "bateau-flamme" qui porte le très provisoire autel. À proximité du Pointil et amarrés bords à bords sont regroupés les bateaux décorés. Le plus beau reçoit un prix. La messe terminée, les autorités montent à bord du bateau-pompe le Lieutenant Gillet ainsi que sur la vedette de la gendarmerie fluviale. Chaque passager revêt, en principe, le gilet de sauvetage obligatoire. Arrivé à quelques encablures, une couronne de fleurs est jetée sur les eaux des deux rivières qui se côtoient ici : elle honore ainsi celles et ceux qui ont perdu la vie dans l'eau. Puis les deux bateaux remontent la Seine pour effectuer la bénédiction des bateaux amarrés le long du quai. Suit alors un vin d'honneur puis le banquet de la batellerie.
Jusque vers 1990, une fête foraine prenait place à proximité.
D'autres établissements à vocation batelière sont parties prenantes de ces animations : l'Établissement régional du premier degré, le musée de la Batellerie et encore bien d'autres.
Sources : archives municipales, musée de la Batellerie, Association des Amis du Musée de la Batellerie, Association "Conflans à travers les âges".

### Sports et loisirs

#### Cyclisme
Véritable ville de cyclisme, Conflans a vu naître les coureurs cyclistes professionnels Nicolas Roche, irlandais et fils de Stephen Roche, et Gilles Talmant, français qui a porté les couleurs de La Roue d'or conflanaise. Tous les ans, la Ville et le club local organisent le Grand prix de la Municipalité le Lundi de Pentecôte.
Le 6 mars 2016, le prologue de l'édition 2016 de la course cycliste Paris-Nice s'est déroulé dans les rues de Conflans-Sainte-Honorine, empruntant notamment la Sente des Laveuses, principale difficulté du parcours avec ses 16 % de moyenne. Ce jour-là, c'est l'Australien Michael Matthews qui s'imposa.

#### Volley-ball
Conflans-Andrésy-Jouy Volley-ball est depuis le début des années 2000 la meilleure équipe du département des Yvelines. Après avoir évolué en Nationale 1 (puis sous le nouveau nom Élite), l'équipe est descendue en Nationale 2 à l'issue de la saison 2015/2016. En 2016/2017, elle réussit l'exploit de se hisser en finale de la Coupe de France amateurs où l'équipe conflanaise sera finalement battue par Mende. Cette finale lui permet malgré tout de participer à la Coupe de France professionnelle la saison suivante avec la réception de Tourcoing (Ligue A) au 1er tour.

#### Handball
Le club de la ville, le HBC Conflans, a été deux fois vice-champion de France féminin en tant que PLM Conflans. Si la section masculine a ensuite été la plus performante, passant 6 années en Division 2, l'équipe féminine connaît aujourd'hui une période plus faste et est promue en championnat de Nationale 1 en 2020.

#### Football
Mamadou Sakho a évolué sur les terrains conflanais à l'époque où la commune accueillait le centre de pré-formation du Paris-Saint-Germain.

### Vie associative
- 230 associations[64].
- Maison de quartier de fin d'oise
- Maison des Jeunes et de la Culture (MJC), appelée "MJC Les Terrasses"[65]

### Cultes
- Culte catholique : paroisse et église Saint-Maclou de Conflans. Autre église au quartier de Chennevières (un temps paroisse à part entière), dédiée à saint Jean-Marie Vianney ; chapelle Notre-Dame-de-Lourdes dans le quartier Fin-d'Oise. Le curé est aussi curé de Maurecourt et d'Andrésy pour le secteur paroissial du Confluent. Depuis septembre 2010, il est aidé d'un vicaire et de deux diacres. Nommé curé-doyen pour le doyenné de Poissy en septembre 2011 jusqu'en septembre 2016. En 2018, trois prêtres sont au presbytère et se partagent les tâches.
- Le bateau-chapelle « Je Sers » : le bateau-chapelle des bateliers, amarré au quai de la République, est un ancien chaland tracté destiné au transport de charbon, construit en 1919 à Amfreville (Eure). Primitivement « Langemark », il fut rebaptisé « Je Sers » par l'abbé fondateur Joseph Bellanger, inauguré le 11 novembre 1936 et béni par l'évêque de Versailles Benjamin-Octave Roland-Gosselin.
- Culte catholique traditionnel : chapelle Sainte-Honorine, située rue Sainte-Honorine, ses offices sont menés par la Fraternité sacerdotale Saint-Pie-X selon la Rite tridentin (messe latine grégorienne). Acquise en 1978, elle s'est récemment dotée d'un calvaire[66].
- Culte protestant : église protestante évangélique.
- Un temple du culte antoiniste se trouve au 50 avenue de Bellevue[67]; de style néo-roman, le bâtiment a été dédicacé en 1984.
- Il existe également un temple des Témoins de Jéhovah dit « Salle du Royaume » dans la zone des Boutries.
- Un projet de mosquée est en cours d'étude.

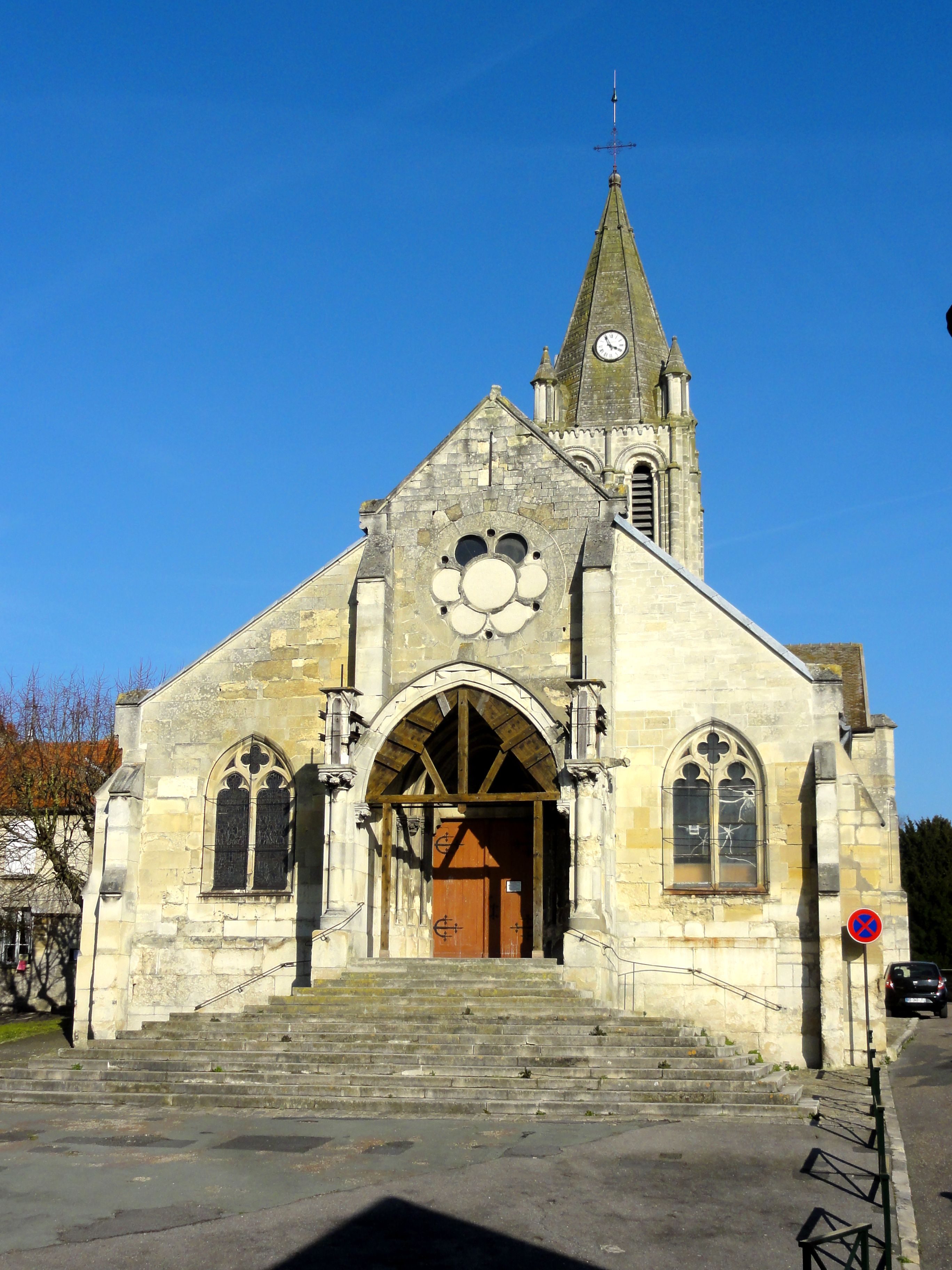
Église Saint-Maclou, façade occidentale.
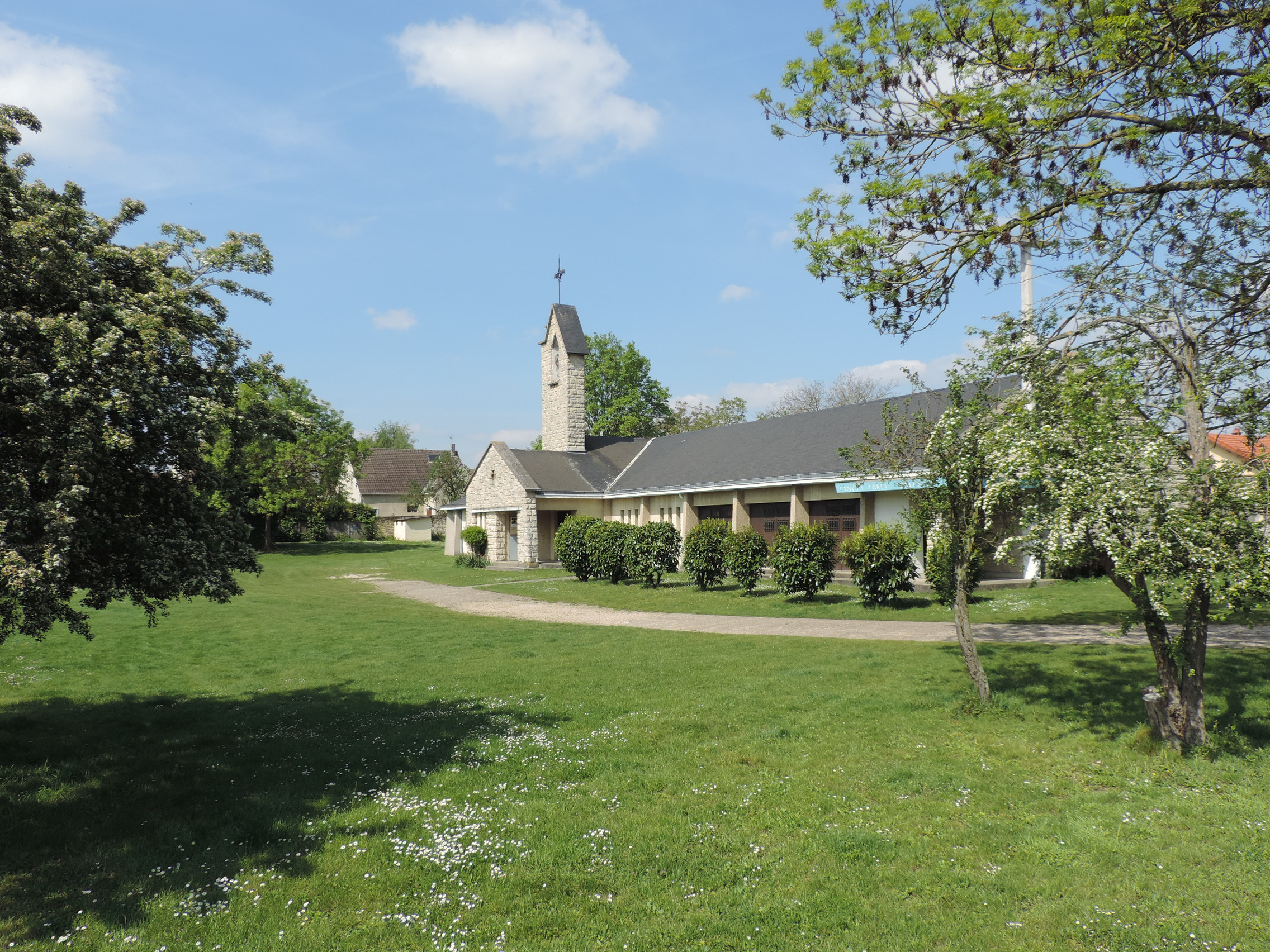
Chapelle Notre-Dame-de-Lourdes.
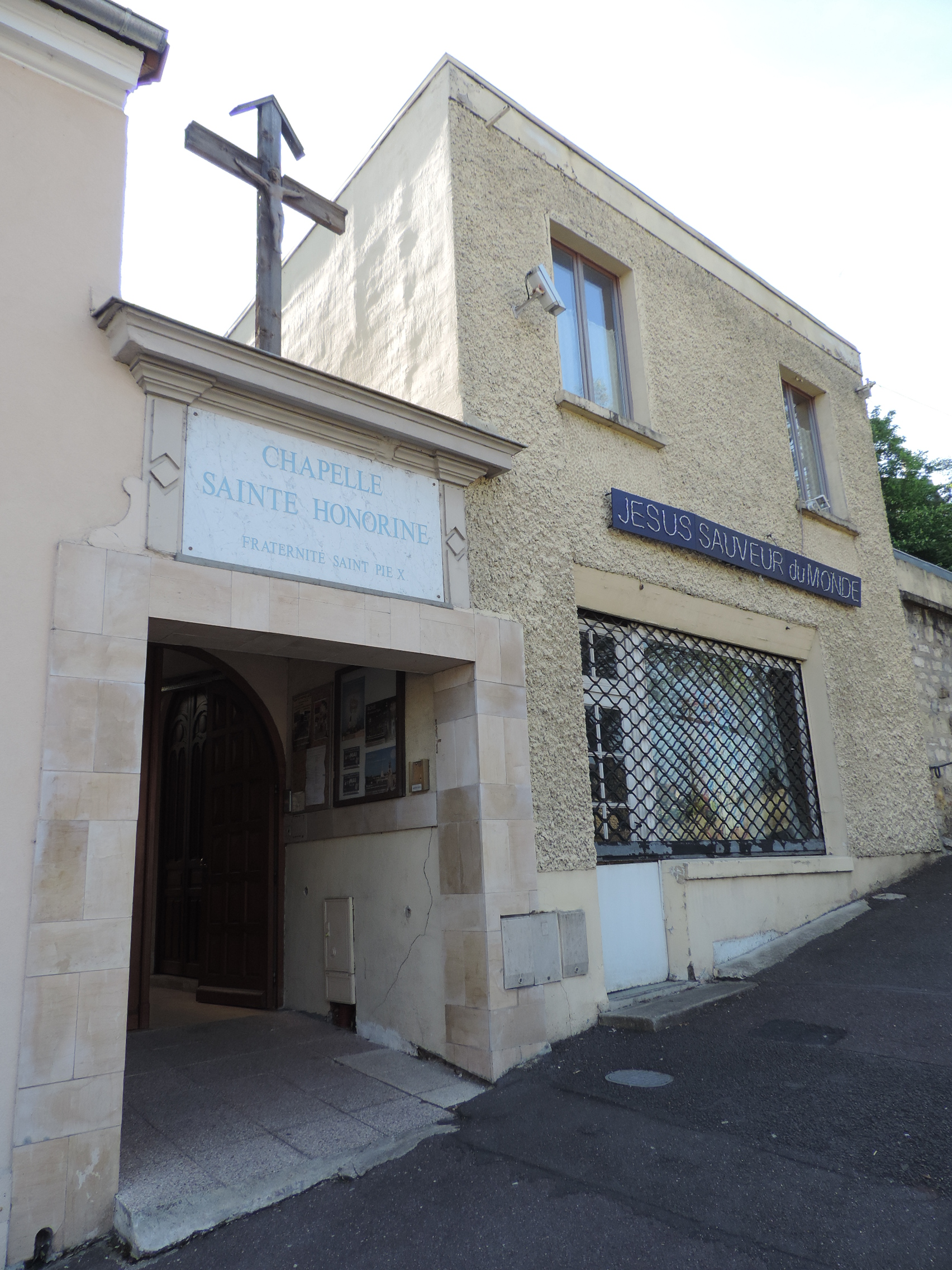
Chapelle Sainte-Honorine.
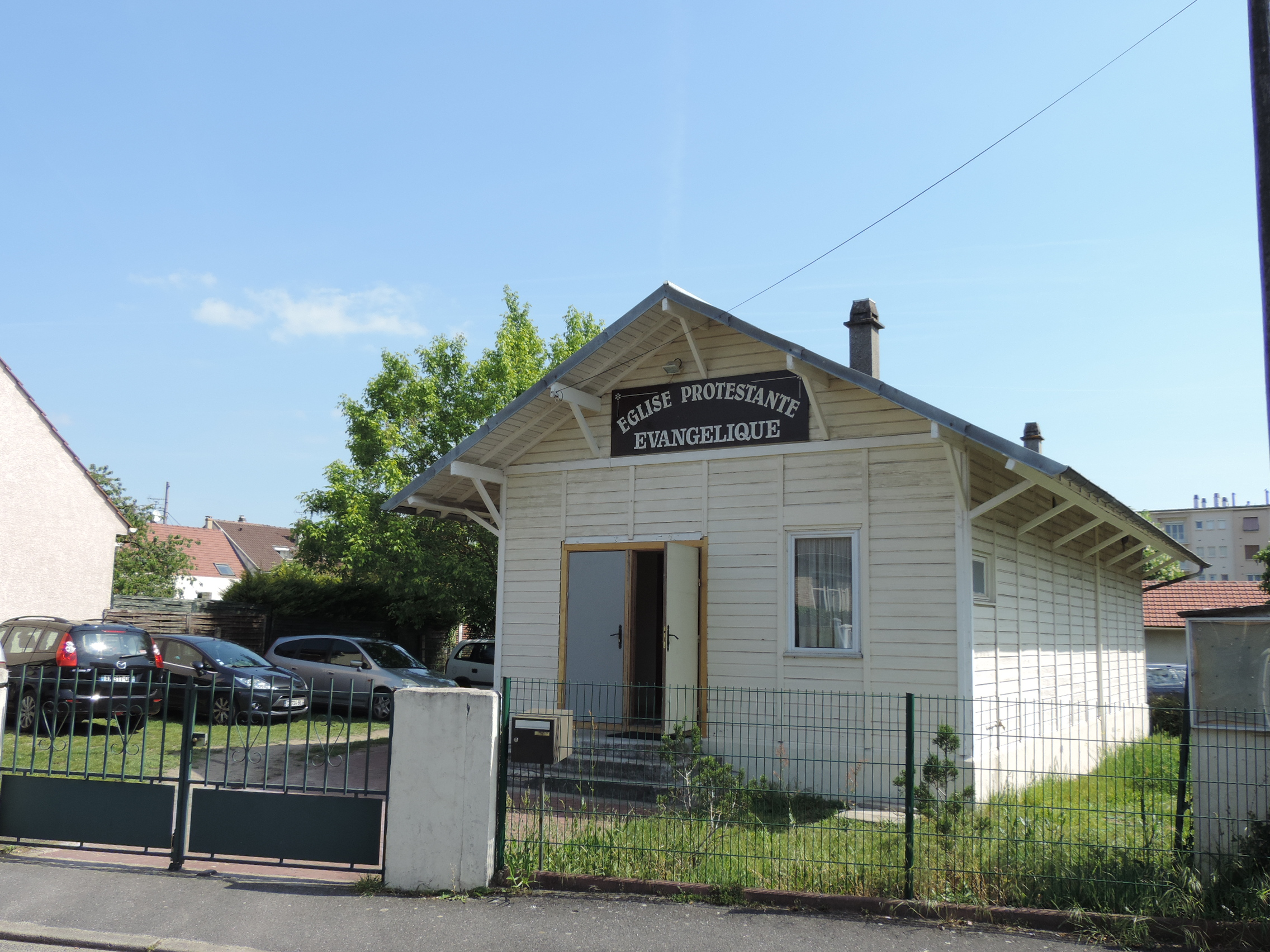
Église protestante évangélique.
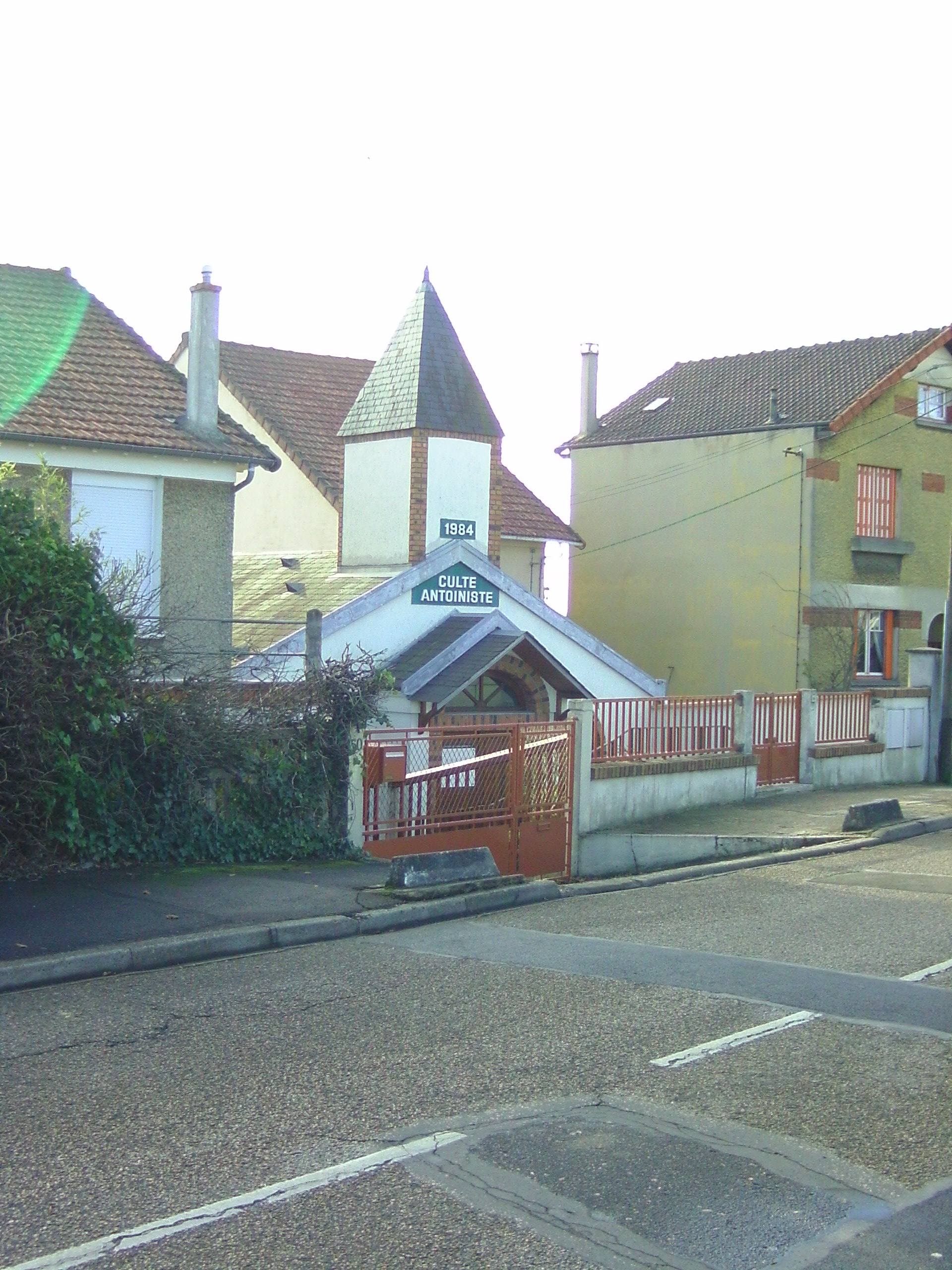
Temple Antoiniste.
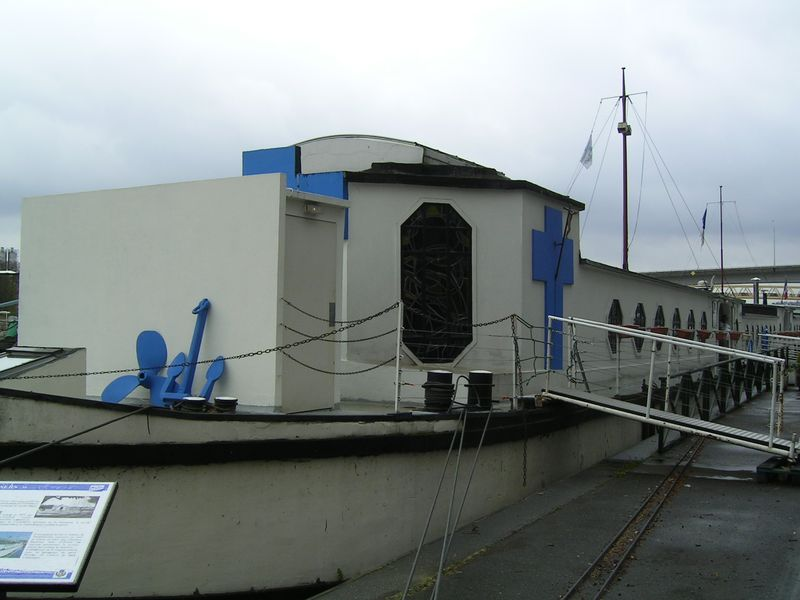
Bateau-chapelle « Je sers ».

### Médias
Chaque mois, la ville publie un magazine d'informations : Vac magazine qui a repris son nom d'origine Vivre à Conflans en 2011.
En 2015, le magazine a été remodelé avec une nouvelle maquette et de nouvelles rubriques. Il est désormais accompagné de l'Agenda du VAC, un cahier détachable présentant toutes les activités du mois à venir.
La Ville, qui a refait son site internet en 2015, est également présente sur les réseaux sociaux.

## Économie

### Revenus de la population et fiscalité
En 2010, le revenu fiscal médian par ménage était de 37 625 €, ce qui plaçait Conflans-Sainte-Honorine au 4 043e rang parmi les 31 525 communes de plus de 39 ménages en métropole. Ce chiffre est inférieur à la moyenne départementale (40 650 €).

### Emploi
En 2009, la population âgée de 15 à 64 ans s'élevait à 23 207 personnes, parmi lesquelles on comptait 74,3 % d'actifs dont 68,1 % ayant un emploi et 6,2 % de chômeurs.
On comptait 10208 Conflanais travaillant dans les zones d'emploi, contre 9 635 en 1999. Le nombre d'actifs ayant un emploi résidant dans la zone d'emploi étant de 15 901, l'indicateur de concentration d'emploi est de 64,2 %, ce qui signifie que la zone d'emploi n'offre que deux emplois pour trois habitants actifs.

### Entreprises et commerces
Au 31 décembre 2010, Conflans-Sainte-Honorine comptait 2 146 établissements : 5 dans l’agriculture-sylviculture-pêche, 122 dans l'industrie, 215 dans la construction, 1 446 dans le commerce-transports-services divers et 358 étaient relatifs au secteur administratif.
En 2011, 277 entreprises ont été créées à Conflans-Sainte-Honorine, dont 177 par des auto-entrepreneurs.

### Batellerie

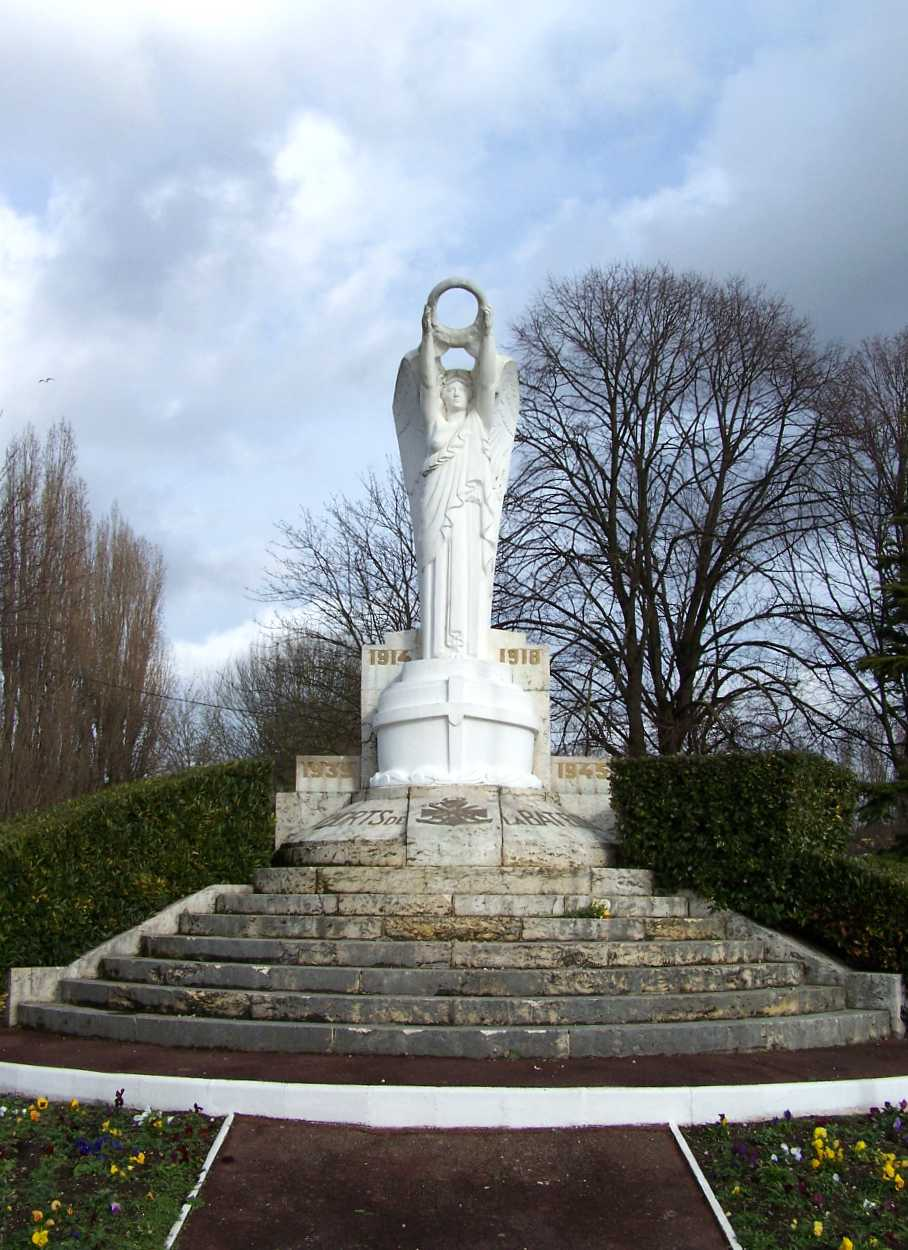
Monument aux morts de la batellerie.

Conflans-Sainte-Honorine est considérée comme la principale capitale française de la batellerie. Tous les ans au mois de juin est célébrée une fête intitulée « Pardon national de la batellerie » (Voir plus haut : manifestations).
Un important musée très bien fourni en maquettes et autres objets bateliers est consacré à cette activité (fermé de fin 2012 à juin 2015 pour rénovation complète ; ouvert à partir de janvier 2015 pour les visites de groupes).
La commune dispose d'un port fluvial sur l'Oise (localement dénommé « Port Militaire » depuis 1917), ainsi que deux embarcadères/débarcadères pour passagers, notamment de croisières, à proximité de la place Fouillère, sur la Seine. Au printemps 2013, une halte pour une dizaine de bateaux de plaisance est implantée juste à l'amont. Le tout est dépendant du port autonome de Paris. Il est à noter que des "unités fluviales de fret" sont de plus en plus volumineuses. Certains automoteurs atteignent presque les 4 000 tonnes (jusque 110 mètres de longueur sur 11,40 mètres de largeur !). Les bateaux de "gabarit Freycinet" (350 à 370 tonnes) sont toujours présents mais en diminution.
Créé sous la mandature de M. Michel Rocard, le « Port Saint-Nicolas » accueille des bateliers retraités restés sur leurs bateaux ; les bateaux sont rangés bien en ordre par séries de 6 maximum. Chaque série est séparée de la suivante par un espace d'environ une trentaine de mètres. Des aménagements « de confort » ont été installés : large passerelle d'accès, boîtes à courrier, ramassage de déchets, téléphone fixe, eau potable.
Le film de Marcello Pagliero Les Amants de bras-mort a été intégralement tourné en 1950 à Conflans-Sainte-Honorine.

## Culture locale et patrimoine

### Lieux et monuments
La commune contient trois monuments répertoriés à l'inventaire des monuments historiques et 154 lieux et monuments répertoriés à l'inventaire général du patrimoine culturel trois objets classés à l'inventaire des monuments historiques et  91 objets répertoriés à l'inventaire général du patrimoine culturel :
- La tour Montjoie, classée depuis le 3 octobre 1997[73]. Édifié au XIe siècle, l'édifice est en ruine depuis la fin du XVe siècle. Mais contre le mur intérieur ouest, un bâtiment avec toiture en appentis fut construit et demeura à peu près jusqu'en 1920. Il abrita d'abord la "Maison de justice" des seigneurs de Conflans" puis, après la Révolution, servit d'habitation. Des ouvertures furent pratiquées dans la muraille et furent rebouchées à l'occasion de la restauration de cette façade. Seuls restent les quatre murs d'une quinzaine de mètres de hauteur, les faces ouest et sud (vers la Seine) sont restaurées. À remarquer : plusieurs séries de fenêtres géminées fort rares au XIe siècle sur des tours romanes.
- L'ancien prieuré du XIe siècle dont le Grand Cellier est inscrit depuis le 29 juin 1950[74].
- L'église Saint-Maclou classée depuis le 18 octobre 1993[75] : Ses parties les plus anciennes remontent au deuxième et troisième quart du XIIe siècle. Ce sont la nef basilicale, la base du clocher central et certains éléments de la première travée du chœur. Ces parties sont de style roman tardif, comme le montrent les chapiteaux sculptés autour de la base du clocher notamment, ainsi que la voûte d'ogives archaïque de cette même travée. Cependant, les piles cantonnées de multiples colonnettes, la modénature évoluée, le recours aux voûtes d'ogives pour les parties orientales, et l'emploi systématique de l'arc brisé, annoncent déjà l'architecture gothique. Lors de la restauration de l'église à partir du milieu des années 1990, les voûtes néo-gothiques de la nef et des bas-côtés ont été supprimées, et les plafonds lambrissés en forme de voûte en berceau remis au jour, de sorte que l'église Saint-Maclou donne maintenant une bonne illustration de ce furent les églises de la période dite de transition. De cette période, de la seconde moitié du XIIe siècle, datait aussi le clocher avec sa flèche de pierre cantonnée de quatre lanternons ; il a dû être reconstruit à l'identique après avoir été endommagé par la foudre, en 1927. Après la création supposée de la paroisse de Conflans-Sainte-Honorine, au début du XIIIe siècle, l'église a été agrandie par l'adjonction de deux croisillons et de deux chapelles latérales au nord et au sud du clocher et du chœur. Elle a encore été prolongée vers l'est, et en partie reconstruite, après la guerre de Cent Ans, au début du XVIe siècle notamment, dans le style gothique flamboyant. De part et d'autre d'une abside à cinq pans, on a ajouté des petites chapelles carrées, celle du sud étant dédiée à la Vierge Marie, et celle du nord, d'abord à Saint-Nicolas, patron des bateliers, puis, au début du XIXe siècle, à Sainte-Honorine. Ce vocable vient du prieuré qui se situait, jusqu'à la Révolution française, à l'est de l'église, sur le terrain du Musée de la batellerie, et qui possédait l'une des premières églises chrétiennes de l'agglomération. Longtemps négligée, l'église Saint-Maclou a bénéficié de plusieurs campagnes de restauration depuis son classement[76],[77].

- Le monument aux morts de la batellerie, inscrit depuis le 3 novembre 2020[78].
- le groupe sculpté Lion et lionne se disputant un sanglier de 1878, moule en plâtre d'Auguste Cain, un sculpteur animalier.Ce groupe est situé dans l'orangerie du parc du Prieuré et classé depuis le 3 mars 2003[79] ;
- le Livre des offices à l'usage du prieuré Sainte-Honorine de Conflans de 1774, exposé quelquefois dans l'église Saint-Maclou, classé depuis le 14 mai 2004[80] ;
- le bateau de service (remorqueur fluvial) dit " le Jacques " de 1904-1905, au musée de la batellerie, classé depuis le 5 novembre 1997[81]

On peut également signaler : 

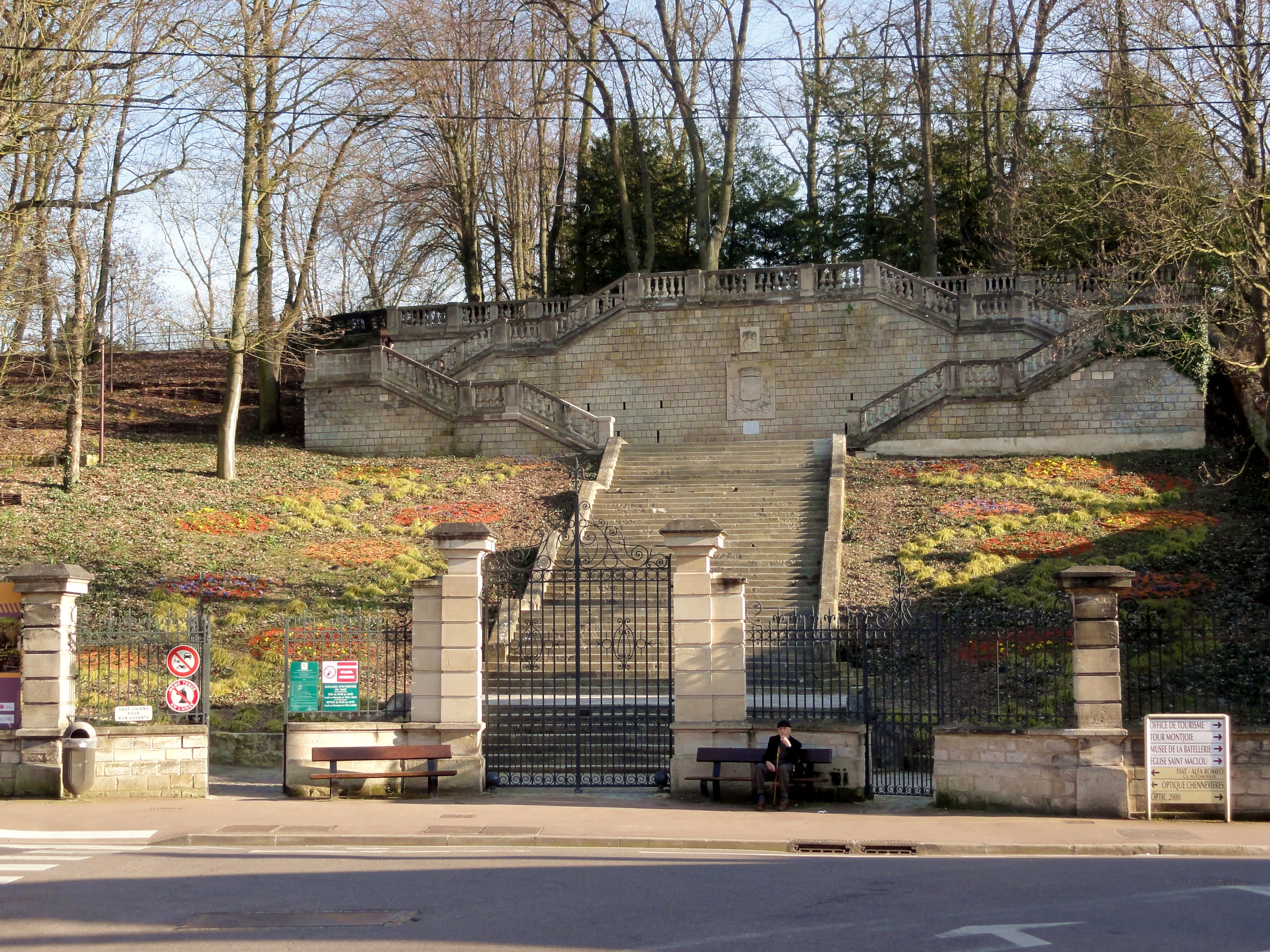
Escalier monumental du parc du Prieuré.

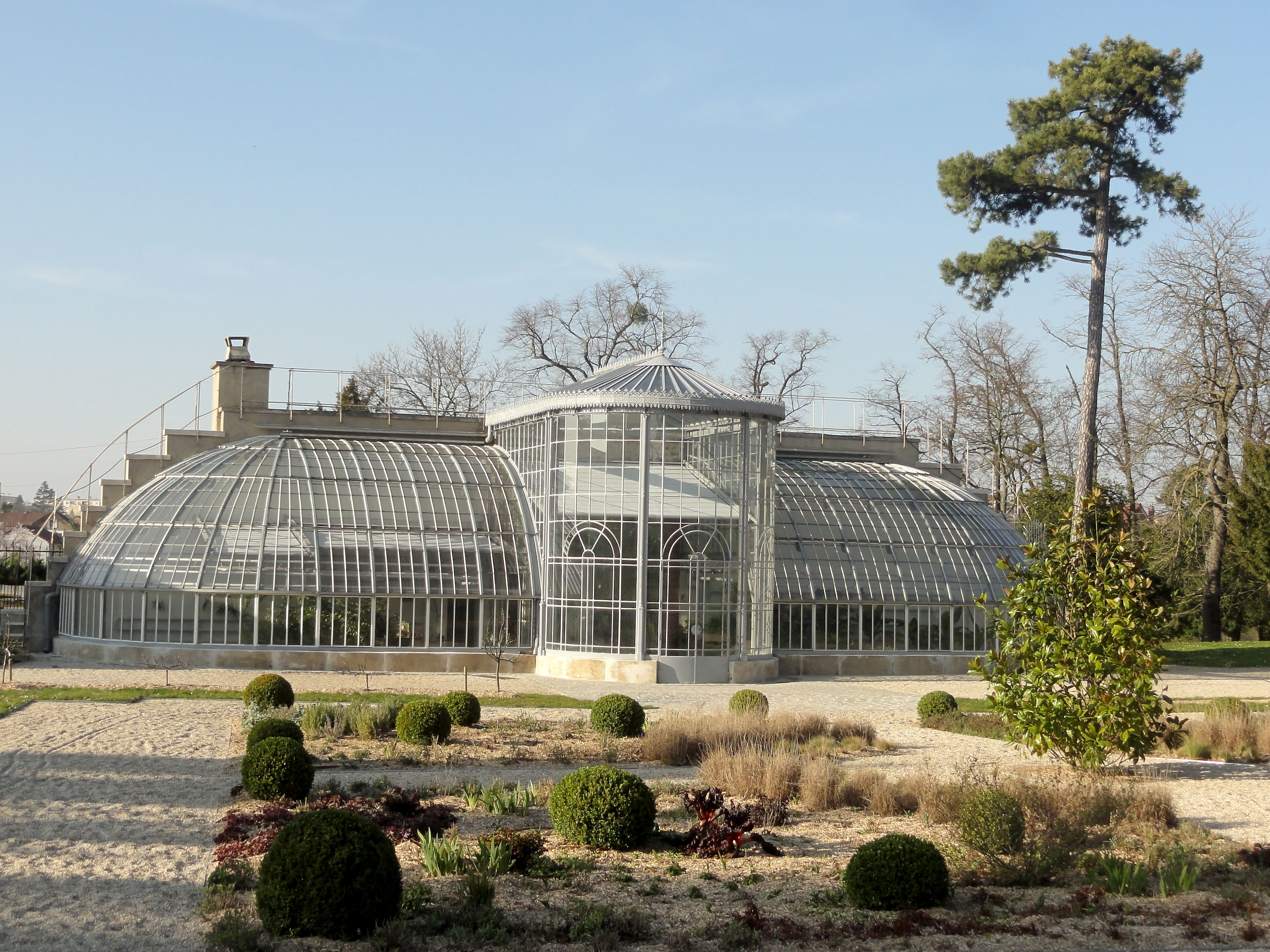
Serre du parc du Prieuré.

- Château et parc municipal dit « du Prieuré » : ancien logis priorial modifié au XIXe siècle, d'abord, à partir de 1816, par Samuel Lhéritier de Chézelles, général-baron d'Empire, puis, à partir de 1872, par Jules Gévelot, industriel (cartouches). Ils furent tous deux maires de Conflans. Ce château abrite le musée d'intérêt national de la batellerie qui a rouvert en juin 2015 pour le "grand" public à l'occasion du Pardon national de la Batellerie. Dans ce parc, l'ancienne grange est actuellement la salle municipal Bouyssel, nommée en hommage à Joseph Bouyssel, instituteur et résistant.

- Bateau-chapelle Je Sers : chaland en ciment armé de 70,36 mètres de longueur et 8,10 mètres de largeur. Construit en 1919 à Poses dans l'Eure, 27, d'abord baptisé Langemark, considérablement modifié à partir de 1935 par l'Association Entr'aide batelière, il abrite une chapelle consacrée à saint Nicolas, patron des bateliers et diverses salles.

- Pont Eiffel, viaduc ferroviaire, sur l'Oise de la ligne Argenteuil-Mantes : l'actuel tablier métallique est construit en 1947 pour la SNCF. Il remplace l'ouvrage construit par la Société Gustave Eiffel pour la partie « caisson poutrelle bombée » en 1892 du temps de la Compagnie de l'Ouest. Celui-ci, dynamité par les Français le 13 juin 1940, récupéré et reconstruit pendant l'occupation allemande en 1941-1942 sur des piliers neufs en béton, est définitivement cassé en deux parties irrécupérables par une seule bombe bien placée en mai 1944, larguée très certainement par le pilote Pierre Clostermann aux commandes d'un chasseur-bombardier britannique.

- Château de Théméricourt du XVIIe siècle (1667), quai de la République, actuellement siège des services administratifs de l'Établissement régional du premier degré (Centre Albert-Morillon), ex-internat de la batellerie de 1923 à 1967.
- Grande villa de 1911 dite « Château des Terrasses », dans un parc un peu réduit. C'est l'actuel siège de la MJC-Maison pour tous.
- Bâtiments administratifs restants et restaurés de l'ancienne et importante usine des Lignes Télégraphiques et Téléphoniques ("la LTT") qui compta jusqu'à 4 700 employés et ouvriers. Elle dut cesser son activité en 1984. Ces imposants bâtiments sont réaffectés à diverses activités tant municipales que nationales ou privées.

### Parcs et espaces verts principaux
- Parc du Prieuré où fut tournée dans la "serre Gévelot" transformée en "repaire tropical" une partie du film Sur la piste du Marsupilami en octobre 2010.
- Bois des Hautes-Roches.
- Jardin médiéval de la Tour Montjoie
- Square de Ramsgate
- Parc du cèdre (inauguré en septembre 2017)
- Square Maurice-Chaval (inauguré en octobre 2017)

### Personnalités liées à la commune
- Bellerose (1592-1670), comédien, beau-frère de Du Croisy, mort à Conflans.
- Philippe Gassot dit Du Croisy (1626-1695), comédien de la troupe de Molière, né et mort à Conflans.
- Michel-Ange-André Le Roux Deshauterayes (1724-1795), orientaliste, né à Conflans.
- Comte Florimond de Mercy-Argenteau (1727-1794), dernier seigneur de Conflans et de Neuville, ambassadeur du Saint-Empire romain germanique (Autriche) auprès de la Cour de France, conseiller secret de la reine Marie-Antoinette et quelque peu organisateur, avec le comte Fersen, de la « fuite jusqu'à Varennes » de la famille royale le 20 juin 1792. Rosalie Levasseur (1749-1826), cantatrice à l'opéra, maîtresse du comte Florimond.
- Samuel Lhéritier de Chézelles (1772-1829), baron et général d'Empire, maire de Conflans, copropriétaire du château du Prieuré.
- Jules Gévelot (1826-1904), industriel, maire de Conflans, propriétaire du château du Prieuré.
- Louise Weiss (1893-1983), écrivain, militante féministe, à l'origine de la création du Musée de la batellerie.
- Jean David (1924-2013), écrivain, secrétaire général de la mairie de 1958 à 1969, participe à la création du Pardon national de la batellerie.
- Gérard Genette (1930-2018), critique littéraire, y a passé une partie de son enfance (cf Bardadrac, 2006).
- Michel Rocard (1930-2016), ancien maire de Conflans, ancien Premier ministre, député européen.
- Patrick Andrivet (1930-2017), universitaire, auteur et dix-huitiémiste, y a vécu de nombreuses années.
- Jean-Paul Huchon (né en 1946), ancien maire de Conflans, ancien président du conseil régional d'Île-de-France.
- Albert Dupontel (né en 1964), humoriste, acteur et réalisateur, y vécut jusque l'âge de 20 ans.
- Charb (1967-2015), dessinateur, directeur de la publication de Charlie Hebdo (mai 2009-janvier 2015), né à Conflans.
- David Fayon (né en 1969), essayiste, spécialiste des technologies numériques, né à Conflans.
- Julien Arnaud (né en 1974), journaliste pour LCI et TF1, originaire de Conflans.
- Yassine Belattar (né en 1982), journaliste, humoriste, animateur de radio et de télévision française, né à Conflans.
- Nicolas Roche (né en 1984), coureur cycliste, né à Conflans-Sainte-Honorine.
- Mamadou Sakho (né en 1990), footballeur international français.
- Fodé Ballo-Touré (né en 1997), footballeur professionnel évoluant à l'AS Monaco, né à Conflans-Sainte-Honorine.

### Héraldique, logotype et devise
| Blason de Conflans-Sainte-Honorine | Blason  | De gueules au pairle d'argent, au chef cousu d'azur semé de fleurs de lys d'or. |
| Blason de Conflans-Sainte-Honorine | Détails | * Ces armes emploient le terme « cousu » dans le seul but de contrevenir à la règle de contrariété des couleurs : elles sont fautives (azur sur gueules). Le statut officiel du blason reste à déterminer. |

Identité visuelle
Ancien logotype de la ville.
Logotype utilisé actuellement.

## Pour approfondir